# Piège écologique
 (juillet 2021).
Motif : article à réorganiser/rendre plus clair/fluides; images hors sujet à retirer

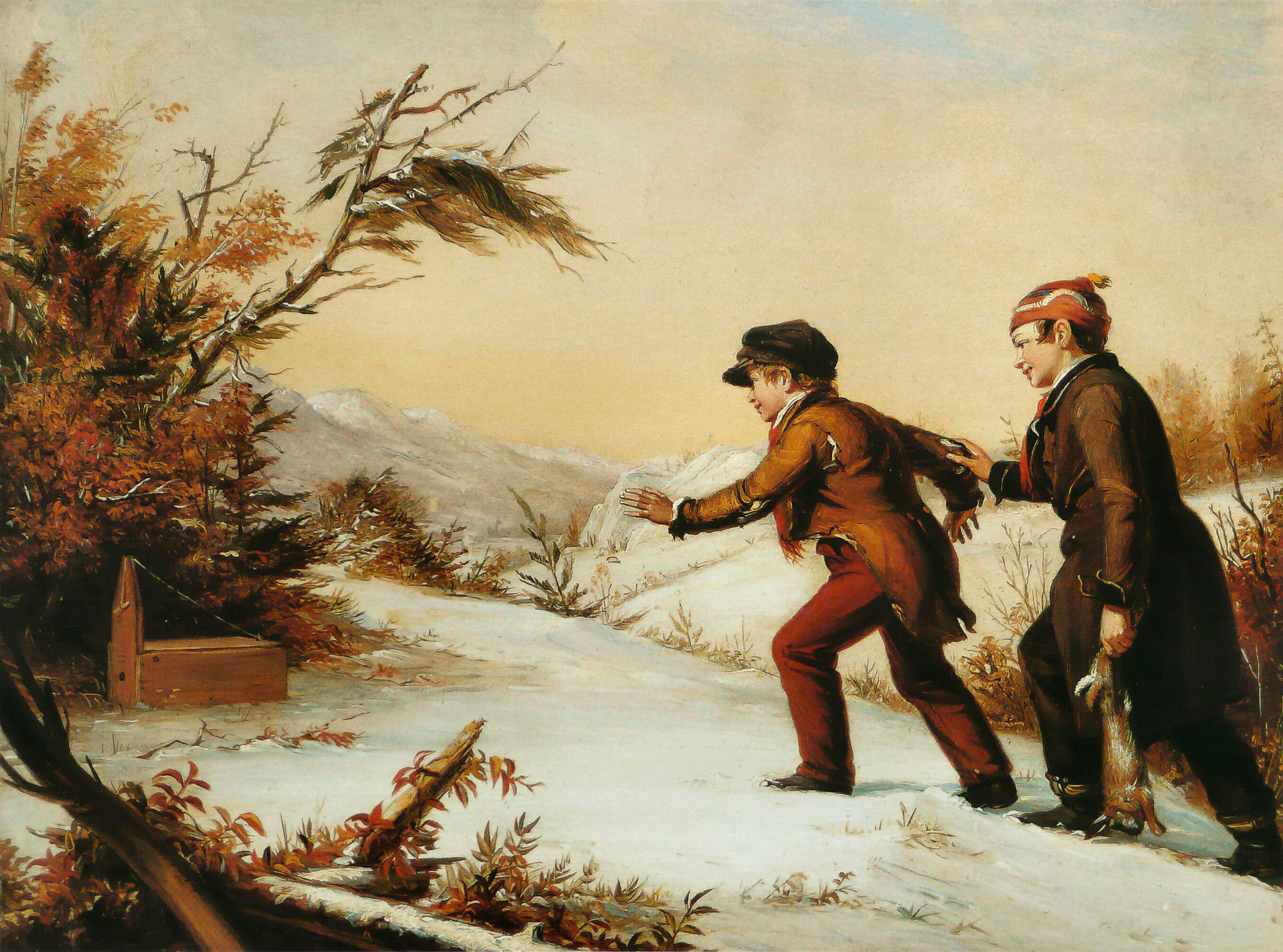
Le piège au sens classique : Le piège (The Trap Sprung) de William Sidney Mount, 1844.

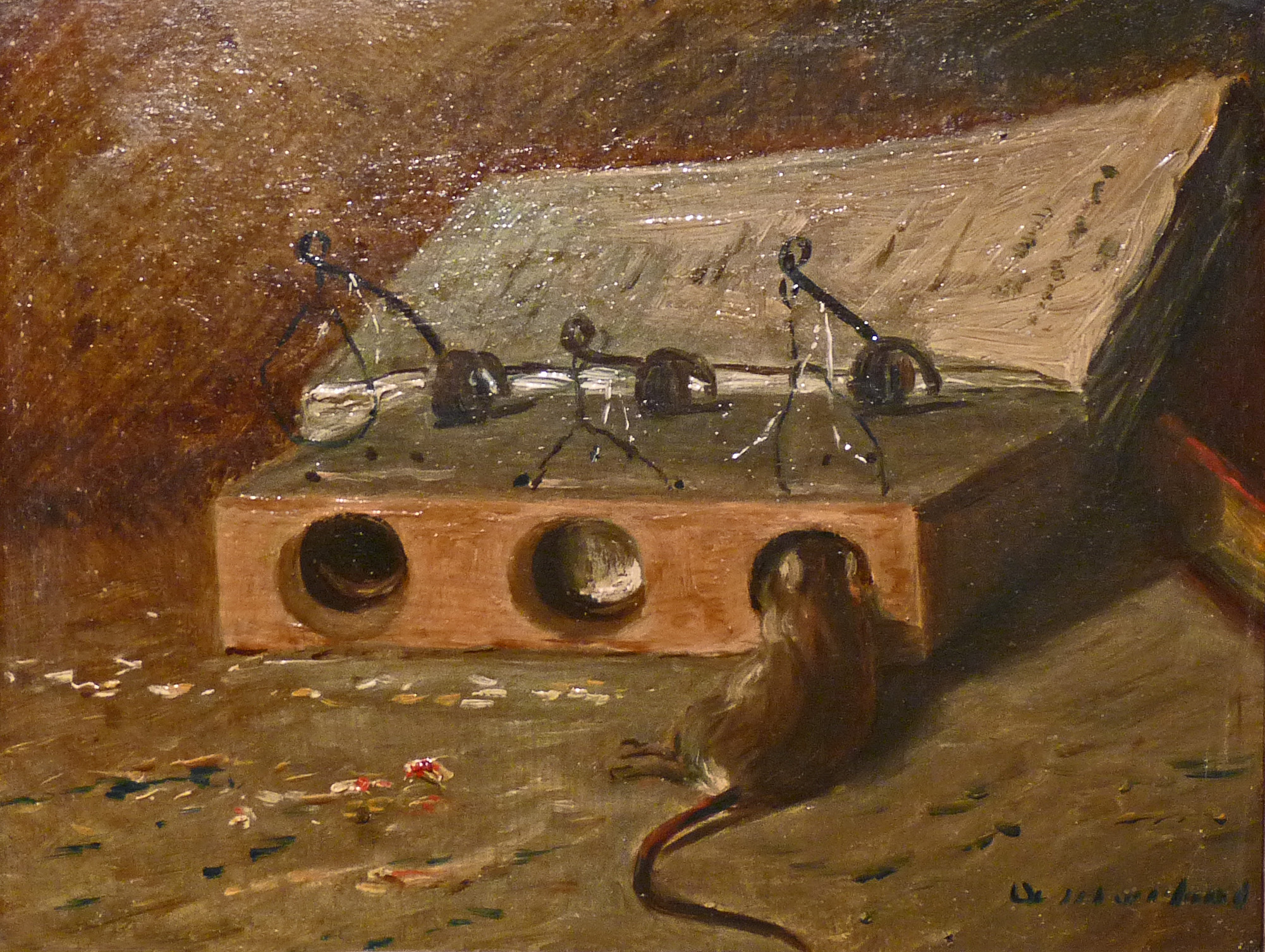
La souris prise au piège d'Antoine Marchal (Musée Charles de Bruyères, Remiremont).

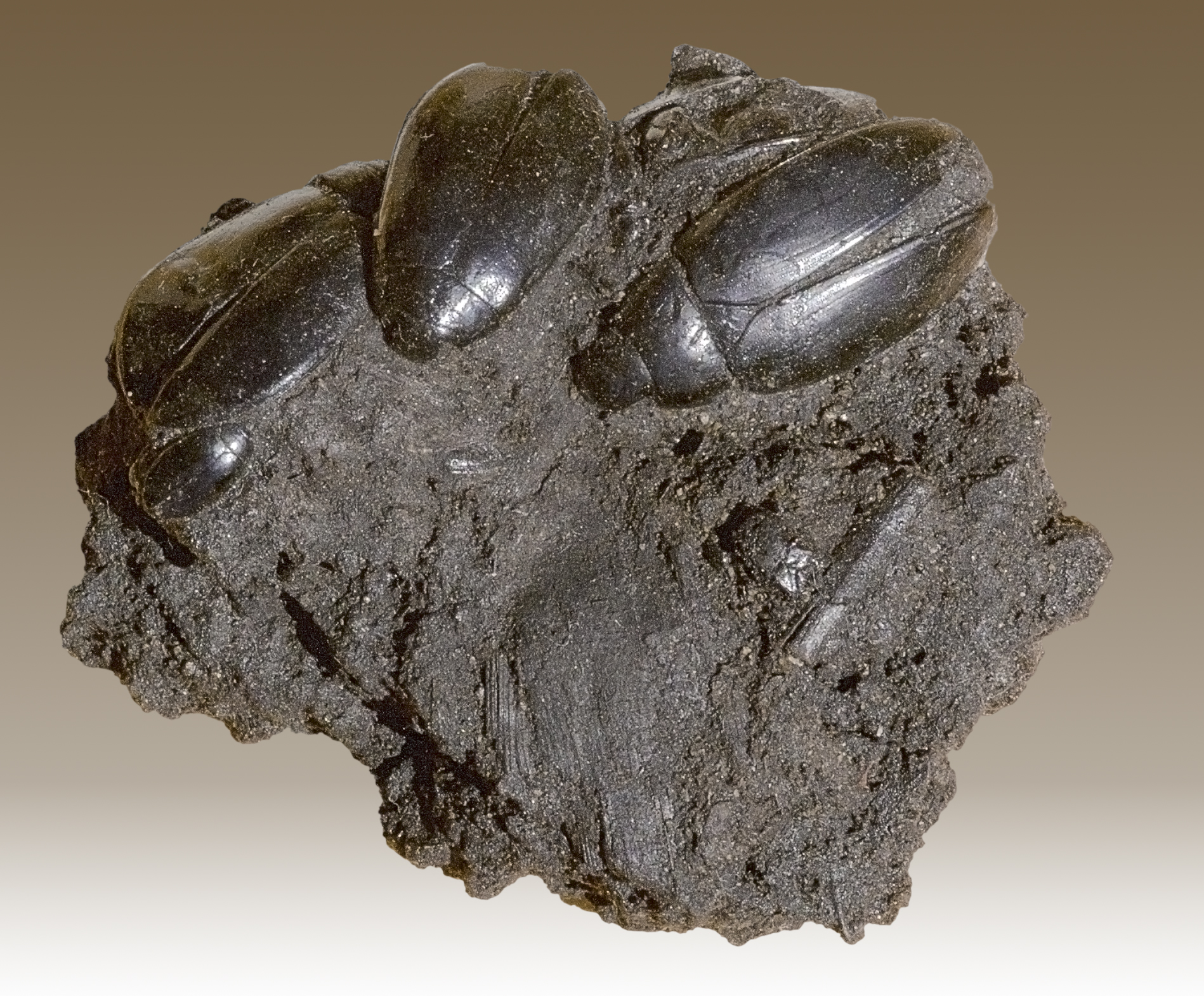
Le piège naturel, paléontologique, entomofaune microfossile : Hydrophilius sp., La Brea Tar Pits.

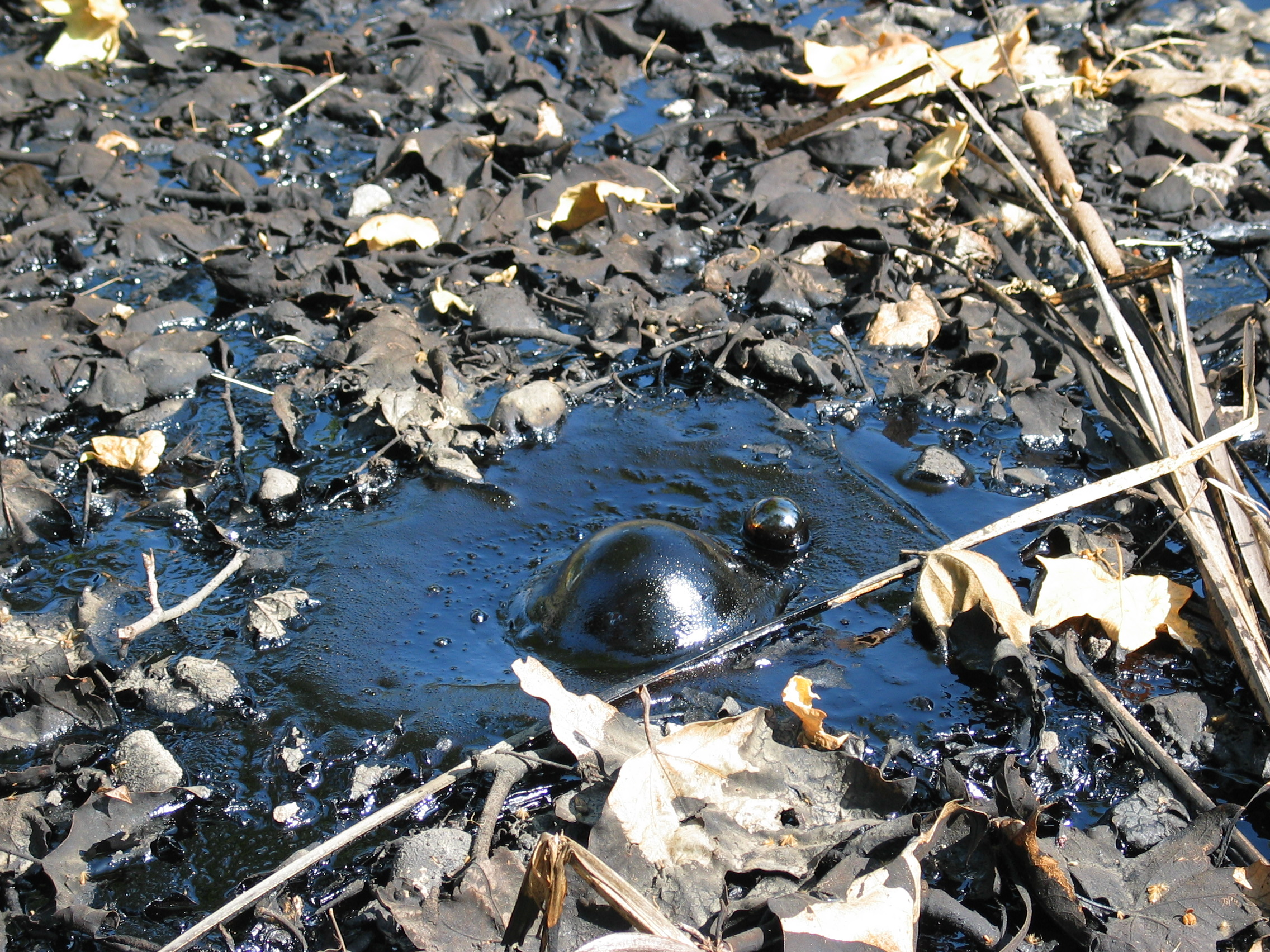
Affleurement naturel d'asphalte (à La Brea Tar Pits, Los Angeles). Des millions d'animaux s'y sont noyés, en en faisant un gisement fossilifère. 95 % des restes trouvés dans ce pétrole sont des insectes. Ils ont vraisemblablement été en grande partie attirés par la polarisation de la lumière sur le pétrole, qui évoque une très attractive surface en eau : un rare cas de piège naturel pouvant persister des centaines de milliers d'années ; étant rares, ces pièges ne menacent pas les espèces et font le bonheur des paléontologues comme à la Mine des rois et son ruisseau de poix (à Dallet, Puy-de-Dôme), où du bitume a piégé et fossilisé des larves d'insectes, des cyanobactéries de l'Oligocène mais également des branches d'arbres, gastéropodes, mammifères, oiseaux, crocodiles, tortues qui se sont ainsi fossilisés…).

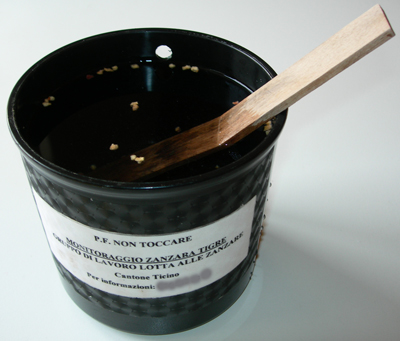
Un Ovitrap, piège destiné à collecter les œufs de moustique-tigre asiatique Aedes albopictus, en Suisse.

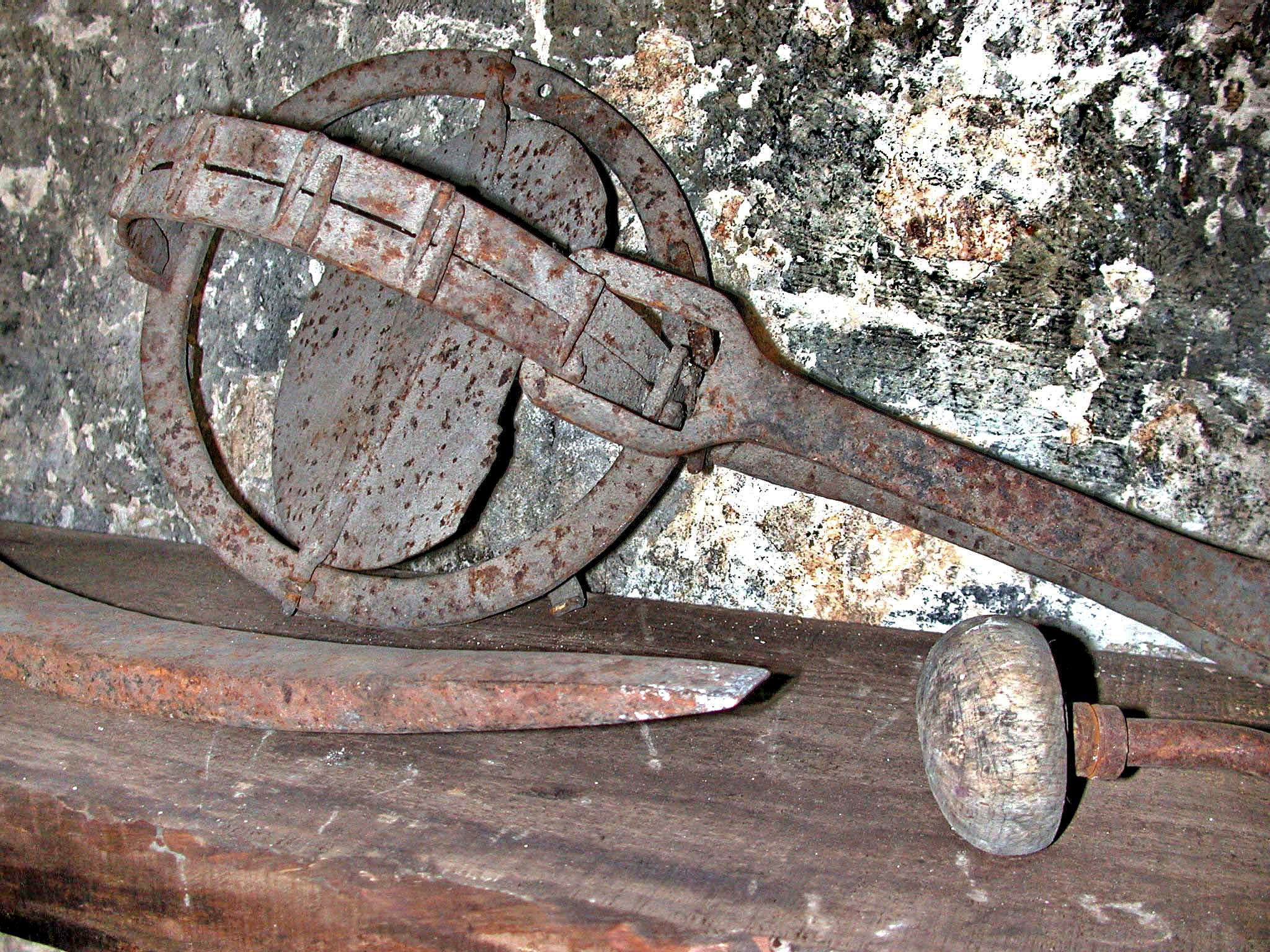
Ancien piège à loup (ph. M. Royon).

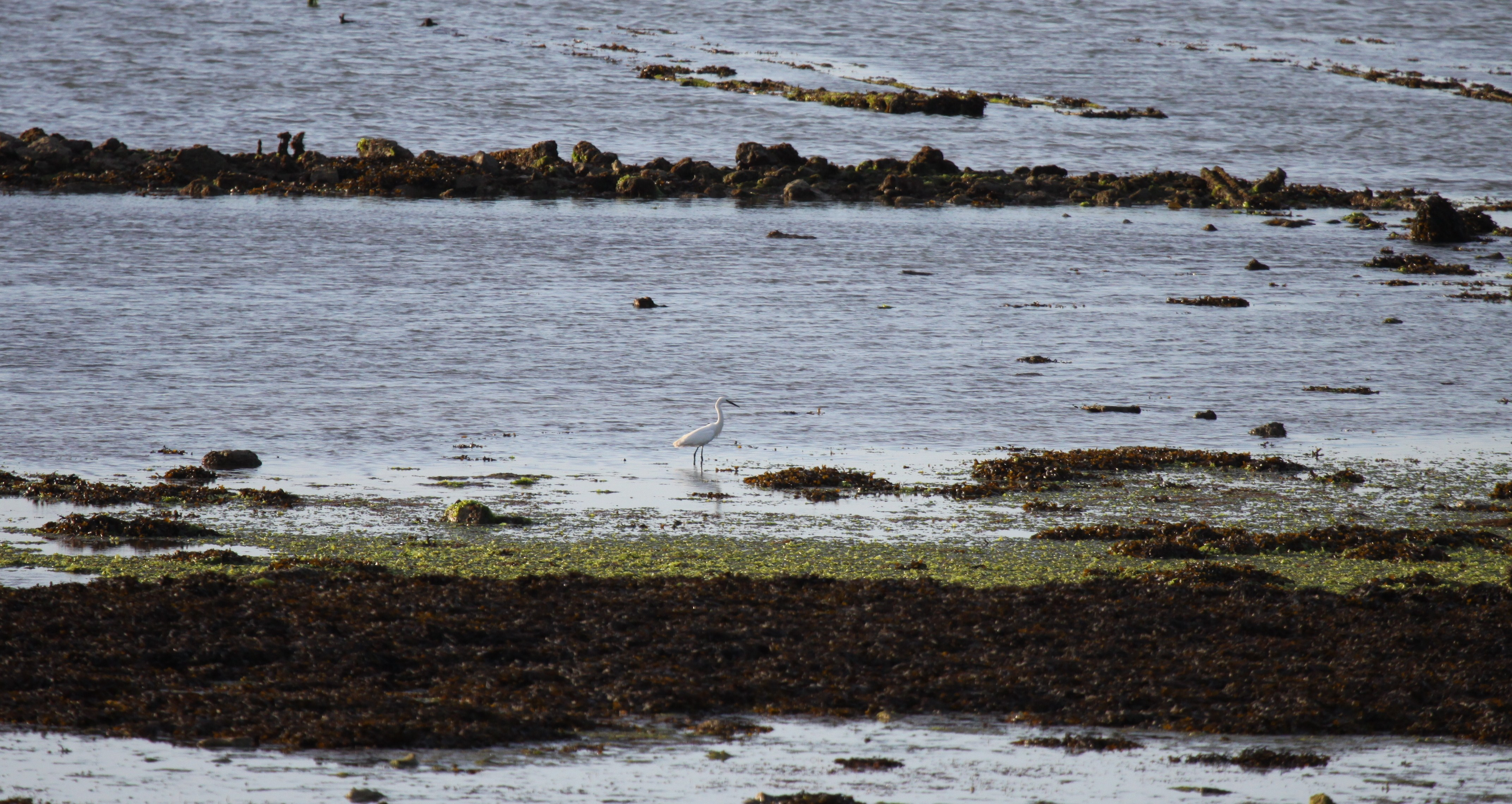
Le piège écologique favorisant une espèce : une aigrette garzette pêche dans une écluse à poissons en ruine, Saint-Martin-de-Ré.

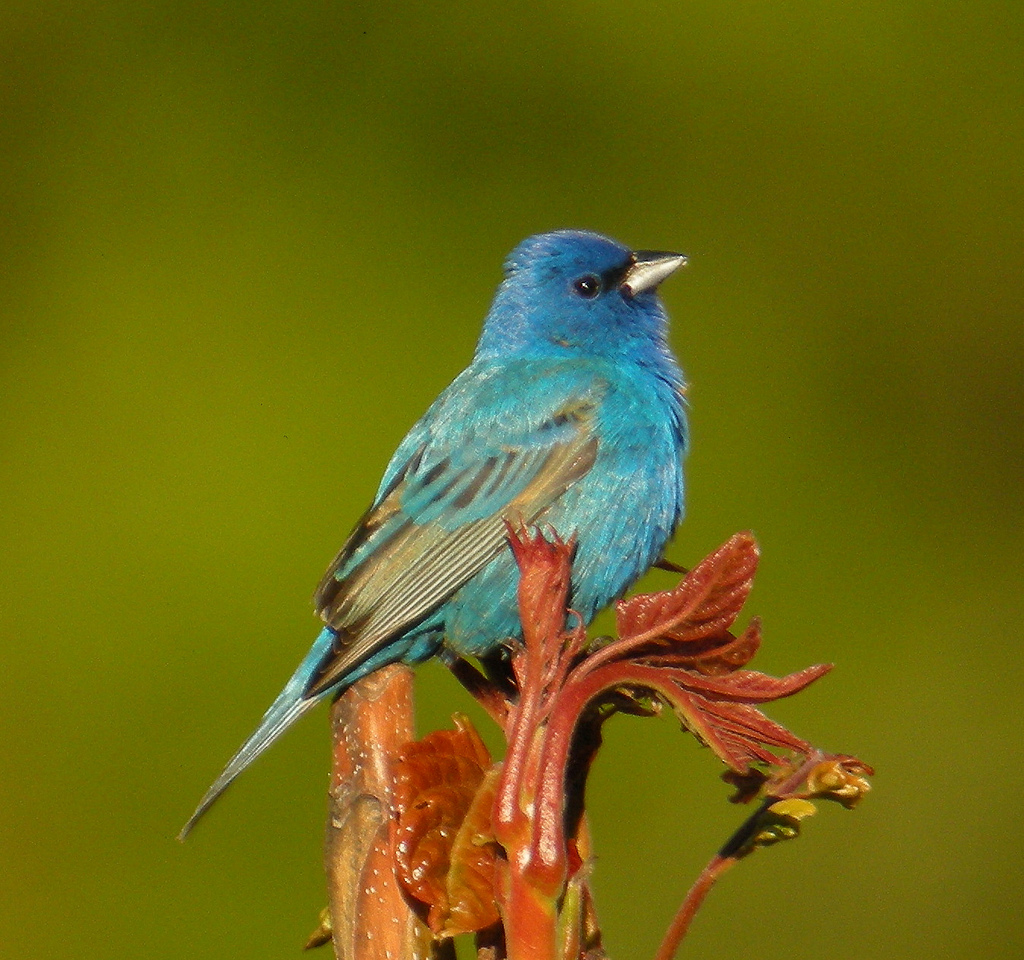
Comme divers autres oiseaux forestiers, le Passerin indigo (Passerina cyanea), persiste à faire son nid sur des lisières artificielles et rectilignes où il est plus facilement victime de ses prédateurs que dans son milieu naturel (trouées forestières, clairières naturelles…).

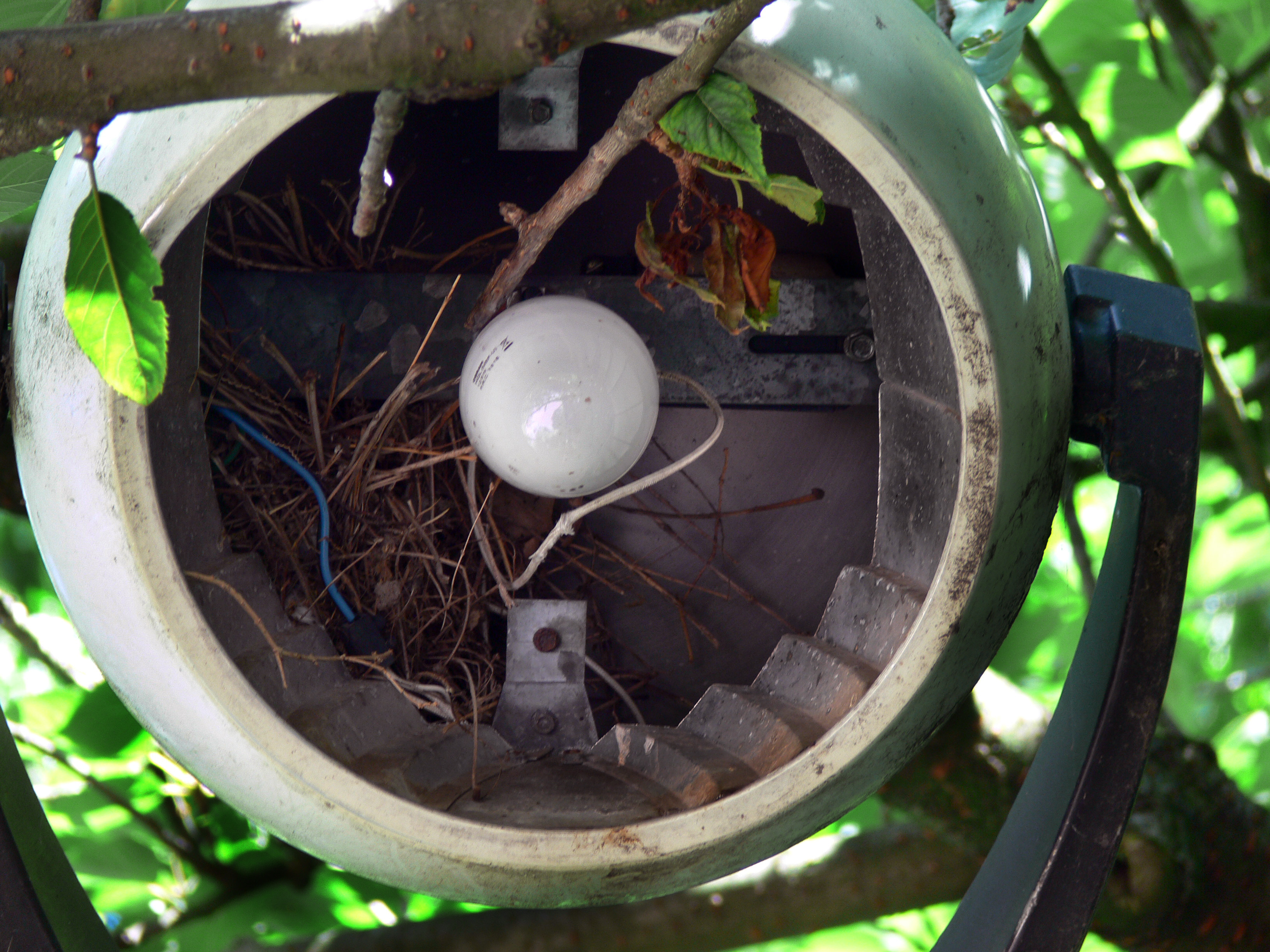
Nid d'oiseau à l'intérieur d'un luminaire (Lille, citadelle, 2010).

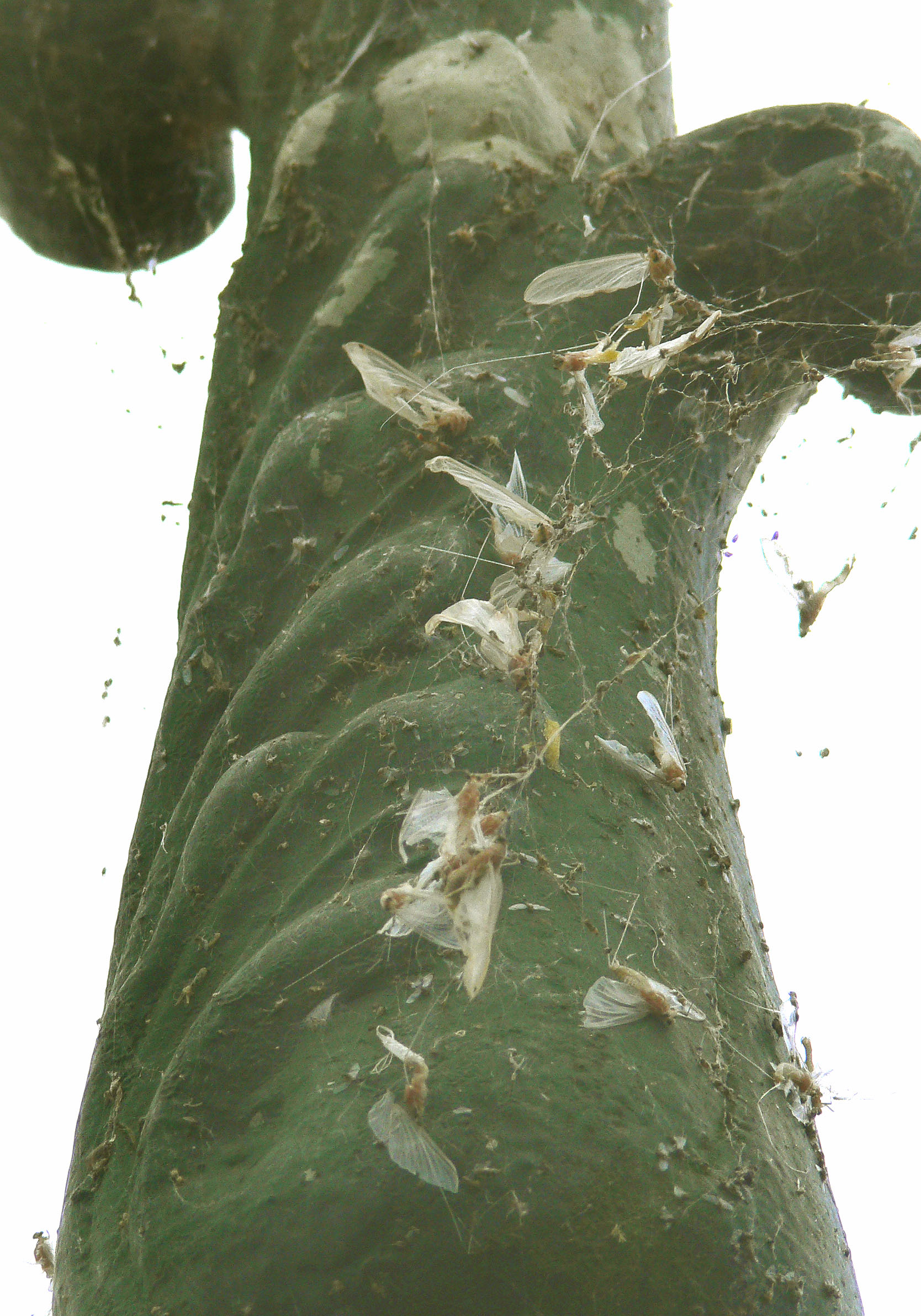
Luminaires pièges du pont canal de Briare (de Gustave Eiffel).

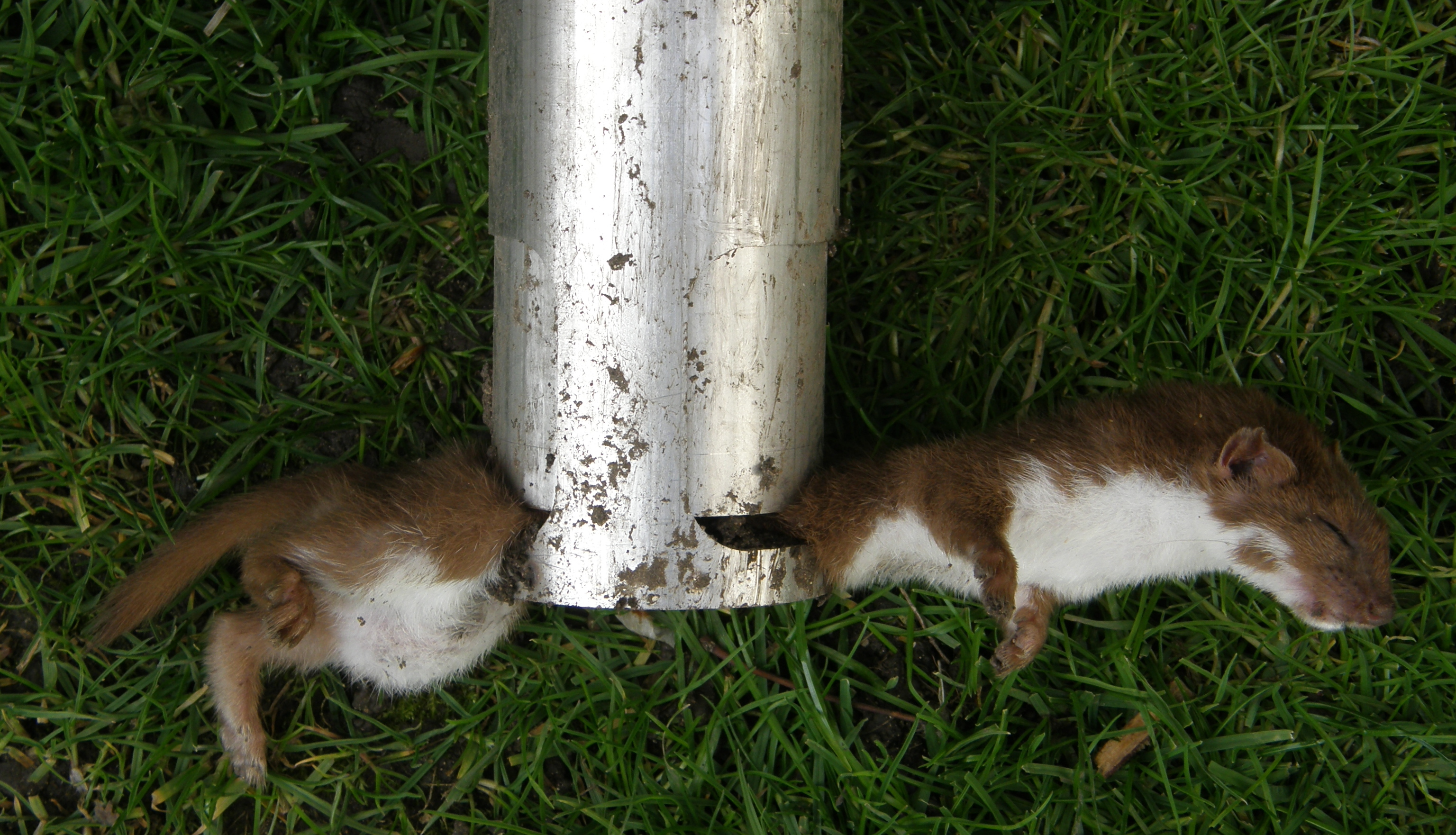
Belette (Mustela nivalis) prise dans un piège à campagnol de type « Topcat ».

La notion de « piège écologique » peut avoir plusieurs sens :
- Un « piège écologique », « leurre écologique » (« ecological trap » pour les anglophones) ou « puits écologique » désigne une situation dans laquelle une modification rapide et anthropique de l'environnement conduit certains organismes à être irrésistiblement attirés par un habitat de qualité médiocre à mauvaise, et à ne pas pouvoir le quitter, même si cela met l'individu ou l'espèce en péril. Cette notion est utilisée depuis la fin des années 1970 en biologie du comportement[1], écologie et plus particulièrement en écologie du paysage. 
Les pièges écologiques semblaient rares, ou mal connus, dans les milieux naturels mais ils apparaissent de plus en plus nombreux depuis la révolution industrielle. 
Ils semblent même être devenus l'une des causes de raréfaction de nombreuses espèces, de manière parfois spectaculaire (par exemple en ayant rapidement réduit des populations d'éphémères comme Heptagenia sulfurea dont les essaimages de millions d'individus étaient autrefois si denses qu'on parlait de manne rouge ; de même que celles de deux espèces proches (Oligoneuriella rhenana et Ephoron virgo) dont les essaims qualifiés de manne blanche étaient parfois récoltés[2] ; les émergences de Caenis (autre espèce d'éphémères) étaient quant à elles qualifiées de désespoir du pêcheur car lorsque les émergences étaient abondantes, les salmonidés disposaient soudainement de millions de proies, laissant peu de chances à la mouche du pêcheur de les attirer. 
Paradoxalement, certaines modalités de gestion restauratoire de l'environnement comme certaines trames vertes ou trames vertes et bleues, plans de restauration du saumon, une fauche avec exportation trop fréquente, etc. peuvent involontairement créer des situations de piège écologique[3]. Elles doivent pour être efficaces chercher à détecter d'éventuels pièges écologiques. Le paramètre « Piège écologique » peut à lui seul déterminer la réussite ou l'échec de certains plans de restauration et programmes de réintroduction[4].

- L'expression « piège écologique » peut aussi désigner des moyens de piégeage d'animaux jugés nuisibles. Ils sont présentés comme « écologiques » car sans composés écotoxiques (cf. divers produits vendus contre les insectes, taupes et autres ravageurs).

- Le piège écologique peut également être compris dans le sens d’une opération de protection de certaines espèces pour sauver des amphibiens migrateurs des axes routiers lorsque des crapauducs ou batrachoducs ne sont pas encore en place.

## Définition
On parle de piège écologique quand l'attractivité d'un habitat augmente anormalement, par rapport à sa valeur pour la survie et la reproduction de l'espèce ou d'une communauté d'espèces. Le résultat est une « préférence contrainte » pour un habitat inadéquat mais rendu faussement et artificiellement attrayant par l'Homme. Ceci se traduit conjointement - à une certaine échelle - par un évitement général des habitats de haute qualité éventuellement présents à proximité.
Souvent ces pièges sont discrets : par exemple, délaissant un habitat de qualité disponible à proximité, des poissons littoraux peuvent être attirés par une arrivée d'égout riche en nutriments mais aussi en pathogènes et polluants.
Certains oiseaux préfèrent les jardins urbains à des milieux assez semblables disponibles. Leur succès de reproduction ne semble pas affecté mais leur taux de parasitage est doublé. La souris à pattes blanches se reproduit mieux en Amérique du Nord dans les forêts les plus fragmentées mais ces souris sont alors bien plus nombreuses à être parasitées par des tiques et plus nombreuses à véhiculer la maladie de Lyme transmise par ces parasites. Dans ces deux derniers cas, le seuil au-delà duquel les inconvénients l'emportent sur les avantages ne semble pas atteint mais la question se pose prospectivement des impacts de ce parasitisme exacerbé.

## Principes sous-tendant la théorie
Ce concept découle de l'idée que la plupart des organismes animaux mobiles (hormis quelques espèces ubiquistes) sont « spécialisés ». Ils sont génétiquement programmés pour rechercher préférentiellement des habitats leur convenant (qu'ils peuvent parfois ensuite aménager et considérablement modifier comme le castor qui crée des zones humides grâce à ses barrages).
Dans le même temps, ces organismes fuient certaines conditions que leur instinct les pousse à trouver menaçantes ou répulsives (ainsi de nombreuses espèces cavernicoles, du sol ou xylophages (à l'état de larve dans ce dernier cas) fuient la lumière). Parmi les espèces nocturnes, certaines fuient la lumière à toute heure du jour ou de la nuit, d'autres fuient la lumière le jour, mais sont irrésistiblement attirées par un éclairage artificiel la nuit.
Les individus de chaque espèce réagissent à certains stimuli et indices fournis par l'environnement (dont température, pH, salinité, hygrométrie, odeurs ou présence de certaines molécules (phéromones…), couleurs, textures, luminosités, polarisation de la lumière, sons, chants, présence d'espèces associées ou symbiotes, etc.). Cette réaction est instinctive, primaire et immédiate, ou plus élaborée et complexe pour les espèces plus « évoluées ». Dans la nature, ces stimuli aident chaque espèce à identifier les habitats leur convenant le mieux. Ces stimuli varient selon l'espèce, et au sein de certaines espèces selon le stade d'évolution de chaque individu (larve, adulte, individu en migration ou à la recherche d'un lieu de reproduction, d'estivation ou d'hibernation, etc.).
Une hypothèse sous-tend la notion de piège écologique : cette hypothèse est que certaines modifications anthropiques de l'environnement peuvent leurrer de nombreuses espèces, en changeant ou perturbant leurs repères naturels (instinctifs ou appris).
Les espèces ainsi leurrées peuvent être alors attirées et piégées dans un habitat de mauvaise qualité ou dangereux pour elles (milieux les exposant par exemple à être affaibli par un manque de nourriture, la pollution ou une surprédation). Ceci peut aussi concerner les modifications anthropiques de l'environnement nocturne par l'éclairage artificiel qui perturbe à la fois des espèces nocturnes ou diurnes. De tels pièges peuvent coexister à différentes échelles spatiales ; des grands paysages aux micromilieux.
D'apparentes « maladaptations » ou erreurs fatales d'appréciation ou de choix par une espèce d'autres facteurs que le choix d'un habitat existent aussi, constatées dans tout contexte comportemental (non-évitement des prédateurs par exemple, ou mauvais choix de conjoint, erreur de navigation lors de la migration, choix inadapté de sites de nourrissage, etc.). Ces erreurs peuvent parfois être fatales pour l'individu ou l'espèce. Des auteurs comme Schalepfer estiment que les pièges écologiques pourraient être classés comme sous-ensemble de phénomènes plus larges de pièges évolutifs (« evolutionary traps »), voire de culs-de-sac évolutif ?.. à la nuance près qu'ils seraient aujourd'hui le plus souvent créés par l'homme qui artificialise son environnement.

## Histoire du concept et de la théorie
Les biologistes parlent de piège écologique lorsque des individus d’une espèce voire de plusieurs taxons, se fiant à des indices trompeurs généralement associés à une activité humaine, colonisent un habitat qui se révèle finalement inadapté à leur survie.
Ce concept a été introduit en 1972 par Dwernychuk et Boag puis de nombreuses études ont suivi, qui suggèrent que ce type de piège est assez courant et presque toujours causé par des modifications anthropiques des habitats naturels,,.
De nombreux indices ont permis de mettre en évidence ou suspecter de tels pièges, essentiellement dans des habitats modifiés par les activités humaines et parfois dans la nature.
Les preuves permettant d'étayer cette hypothèse théorique ont été de deux types :
1. des preuves directes, avec l'observation de phénomènes parfois spectaculaires, clairement assimilables à des puits écologiques, tels que l'attraction fatale de nombreux insectes ou d'oisillons ou de jeunes tortues marines par la pollution lumineuse. On a aussi observé que beaucoup d'oiseaux des milieux ouverts qui pondent normalement dans des clairières ou vastes plaines enherbées naturelles, persistent à revenir année après année pondre au sol dans des prairies qui seront fauchées ou dans des blés qui seront coupés, ou des savanes qui seront brûlées, bien que cela entrainera systématiquement ou presque la mort de leurs petits ;
2. des indices et preuves indirectes, avec notamment les phénomènes d'invasions biologiques de certains habitats modifiés par l'homme (souvent par des espèces invasives médiées par les déplacements humains).

Les conséquences écologiques et démographiques de ce type de comportement de sélection d'habitats inadaptés par une ou plusieurs espèces ont d'abord été étudiées dans le cadre de la « théorie source/puits » qui est un des fondements de l'écologie du paysage.
Cependant, l'impact à vaste échelle des pièges écologiques varie pour chaque espèce. Dans les cas graves, des impacts indirects et différés sur de vastes communautés écologiques et donc sur les écosystèmes sont inévitables, mais sont encore mal évalués, tant par les modélisations qu’in situ, notamment parce que les pièges écologiques sont induits par la conjonction de facteurs environnementaux nouveaux, avec des comportements parfois méconnus, intrinsèquement propres à chaque espèce.
Robertson et Hutto ont en 2006 estimé qu'il existe « deux grands types de pièges écologiques et trois mécanismes par lesquels ces pièges peuvent être créés » (y compris, mais a priori rarement dans la nature, à moins qu'ils ne soient difficiles à détecter ou confondus avec des culs-de-sac de l'évolution).

## Exemples depièges écologiques

### Les pièges de la fragmentation de l'espace et de la prolifération des grandes infrastructures
- Le linéaire des lisières forestières a été démultiplié par la fragmentation des forêts, à cause de la multiplication des pistes et routes, et moindrement des inclusions agricoles ou de lotissements… comme par une gestion sylvicole à la parcelle faisant l'objet de coupes rases. Certaines espèces forestières et de clairières sont fréquemment piégées sur ces lisières forestières, artificielles, mais très attractives pour ces oiseaux qui les confondent avec les riches habitats de bords de clairières qui leur sont très favorables (cf. « effet écotone »). Alors que les véritables clairières ont souvent disparu faute de troupeaux intraforestiers de grands herbivores sauvages ; 
 sur ces lisières non-naturelles, la nourriture est souvent moins abondante. Les oiseaux y sont surexposés au dérangement (chiens, chats, véhicules, humains…), et leurs œufs et poussins sont largement surexposés à leurs prédateurs naturels[11], quand ce ne sont pas les engins d'entretien qui détruisent directement les nids. Sur certaines lisières, les animaux chassables sont également plus vulnérables aux chasseurs et braconniers ou aux collisions avec les véhicules (roadkill). Ceci a été montré pour de nombreux oiseaux, y compris en voie de disparition, dont par exemple la Paruline à dos noir (Dendroica chrysoparia) en Amérique du Nord [12]. Son succès de reproduction diminue d'autant plus que la forêt est fragmentée[12].
L'expérience montre que même des lisières jouxtant des champs agricoles qui sembleraient moins artificialisants que des routes ou zones périurbaines peuvent attirer des oiseaux forestiers qui y nichent, sans que le nombre de survivants puisse compenser le nombre d'oiseaux tués par les prédateurs[13]. Dans ce cas, s'il existe une population source, la lisière se comporte comme un puits écologique. 
Des études ont clairement montré que des animaux (par exemple le Passerin indigo (Passerina cyanea), oiseau facile à observer en raison de sa couleur bleue) pouvaient continuer à choisir un habitat de nidification, même si ce dernier faisait l'objet d'un taux plus élevé de prédation des nids[11].
- Des changements tels que l'apparition de tunnels routiers ou ferroviaires creusés par l'homme ont d'abord été sans conséquence. Ces tunnels ont par exemple attiré des espèces cavernicoles (chauve-souris), subi des incursions d'ours ou des hivernages de papillons qui étaient sans conséquences pour les espèces en question à l'époque des diligences et des premiers trains à vapeur mais qui deviennent fatals pour ces mêmes espèces quand elles sont attirées par des tunnels routiers ou de TGV.
- En été, après les journées chaudes et orageuses se terminant par une pluie d'orage, les salamandres sont attirées par l'ambiance thermohygrométrique (température élevée et forte humidité) qui se crée au-dessus des routes traversant les forêts, où elles se font alors très facilement écraser (roadkill).
- Une hypothèse a été que les écoducs permettant à un animal de traverser un axe de transport en évitant les collisions avec des véhicules pourrait devenir des pièges s'ils sont peu nombreux et que des prédateurs ont compris qu'ils trouveraient plus facilement des proies à ces endroits ; d'après la littérature disponible vers l'an 2000 à ce sujet, ce type d'opportunisme semble anecdotiques et rare (« La plupart des études de passage n'enregistrent aucune preuve de prédation dans ou autour des passages. À l'inverse, il existe des preuves que les espèces de prédateurs utilisent des passages différents de ceux de leurs proies »)[14].

### Les pièges des paysages agricoles et sylvicoles
- Dans les pays industrialisés, la modification des paysages agricole avec apparition des engrais, pesticides, labour profond, drainage, remembrements, semences enrobées de pesticides, etc. a pu produire des puits écologiques suspectés d'être au moins en partie la cause de la régression de certaines plantes adventices des cultures et des oiseaux des champs (en forte régression depuis les années 1970[15],[16],[17]) et, les projets de cultures d'arbres et de plantes génétiquement modifiées (OGM) pour produire des végétaux et pollen exprimant la protéine insecticide Bt (dont dans les feuilles, racines, pollen et spores, écorces…) pourraient être un nouveau piège écologique.

Ces nouveaux paysages, anthropisés (voir degré de naturalité) continuent d'attirer des oiseaux qui sont victimes de prédation accrue des nids, d'empoisonnement par les pesticides ou parfois, dont les portées sont tués par les faucheuses, moissonneuses ou autres engins agricoles (accidents fréquents pour certains busards par exemple). Les cultures monospécifiques à large échelle n'offrent de plus qu'une ressource alimentaire très brève dans le temps pour les abeilles, oiseaux et autres granivores notamment.
- Les abeilles mellifères sont élevées en Europe depuis plusieurs millénaires. Les abeilles jouent un rôle primordial en préservant la biodiversité par la pollinisation d’une grande variété de plantes cultivées et sauvages. Selon la FAO (ONU), sur les cent espèces cultivées qui fournissent 90 % de l'alimentation mondiale, 71 sont pollinisées par les abeilles. Depuis[Quand ?] 10  à   15 ans, les apiculteurs d’Europe occidentale, en particulier, signalent un affaiblissement inhabituel des populations d’abeilles et des pertes de colonies (cf. Colony Collapse Disorder, syndrome d'effondrement des colonies d'abeilles, CCD).

Plusieurs facteurs, indépendants ou combinés, ont été incriminés : les attaques d’agents pathogènes et d’espèces parasites comme le varroa (première cause de mortalité), le frelon asiatique (Vespa velutina), le petit coléoptère des ruches (Aethina tumida) et l’acarien (Tropilaelaps), les virus, l’agriculture intensive avec l’utilisation de pesticides, les organismes génétiquement modifiés (OGM) et les changements environnementaux comme la fragmentation et la perte des habitats, les mauvaises pratiques apicoles, ainsi que la malnutrition voire la famine des abeilles.
- Les coupes à blanc et coupes de régénération caractérisent la forêt cultivée (hors gestion douce de type Prosilva) ; ces coupes rases et leurs lisières attirent un grand nombre d'espèces d'oiseaux (forestiers, paraforestiers et ubiquistes). Tous ces oiseaux semblent y cohabiter sans problème. Mais, en réalité, ces trouées artificielles n'ont pas la richesse en abris et nourriture des vrais chablis, où la nourriture (en insectes saproxylophages notamment) et les caches sécurisantes abonderont pour plusieurs décennies. Dans les coupes rases, le gros et vieux bois mort est souvent absent, et l'essentiel de la biomasse ligneuse a été exportée ou le sera rapidement. Ces milieux sont pauvres en cachettes et cavités et favorisent le repérage et la capture de leurs proies par les prédateurs. La fragmentation des paysages forestiers associée aux grandes coupes rases peut ainsi fortement augmenter l'intensité de la prédation des nids, par accroissement artificiel de l'abondance et de la richesse en espèces généralistes et en prédateurs (éventuellement introduits)[20]. 
On a montré que des oiseaux s'alimentant dans le sous-étage et/ou nichant au sol comme les Rhinocryptidae (petits oiseaux typiquement terrestres) sont bien plus vulnérables à la prédation des nids dans un environnement fragmenté (ce qui est le cas dans la forêt cultivée). Ainsi, l'intense fragmentation des forêts tempérées de feuillus chiliennes depuis plus d'un siècle s'est accompagnée d'une augmentation de la densité de prédateurs de nids construits au sol ou près du sol[20]. Des chercheurs ont confirmé cette hypothèse en disposant sur et au-dessus du sol des nids artificiels imitant ceux de Rhinocryptidés ; ils ont été effectivement plus souvent attaqués dans les forêts fragmentées que dans les cœurs de forêts anciennes du centre du Chili[20]. Malgré ce taux élevés de prédation, l'abondance de Rhinocryptidés est toujours plus élevée dans les parcelles ouvertes et fragmentées qui attirent l'espèce, ce qui suggère que ces fragments pourraient constituer de véritables pièges écologiques pour ces espèces dont les homologues sur d'autres continents sont souvent en voie de régression[20].

### Le piège de l'introduction de nouvelles espèces
- Les papillons diurnes sont massivement attirés par les buddleias (genre d'arbustes envahissants originaires d'Amérique, d'Afrique ou d'Asie) qui ont colonisé les friches européennes, même si leurs feuilles n'attirent pas les chenilles qui se nourrissent ailleurs puisque papillons il y a. Selon certains les buddleias occuperaient la niche écologique de plantes autochtones (qui auraient été les plantes-hôtes des chenilles de ces papillons) et l'impression d'abondance de papillons d'une friche constituée de buddleias pourraient cacher un puits et un piège écologiques.
- La question du rôle toxique joué par la flore exotique d’ornement sur les papillons se pose de plus en plus. Une étude californienne rapporte qu’au moins trois espèces de papillons pondent sur des végétaux introduits qui contiennent des molécules toxiques fatales pour leurs jeunes chenilles. En France, depuis plusieurs années, des observations relatives à des « plantes-pièges »[21],[22]. Le Sphinx colibri ou Moro-sphinx (Macroglossum stellatarum) est une espèce migratrice originaire du bassin méditerranéen ; au printemps il part à la conquête de territoires plus au nord : France, Angleterre et parfois jusqu'en Islande… L'une des caractéristiques du Moro-sphinx est la longueur de sa trompe : 2,5 cm qui lui permet de butiner le nectar de fleurs à très longs éperons et dont il assure au passage la pollinisation. Mais cette longueur se révèle parfois un piège mortel pour le papillon comme avec les fleurs de l'Onagre rose (Oenothera speciosa et O. berlandieri) plantes ornementales couvre-sol commercialisées en France par les jardineries depuis quelques années. Une fois la trompe engagée dans le calice, il est pris au piège et ne peut plus se dégager. Les chenilles du Monarque d’Amérique (Danaus plexippus) apprécient sans problème Araujia sericifera (liane ornementale originaire du Pérou) mais ses fleurs empoisonnent les imagos. Introduite dans le Sud de la France, elle représente également une menace pour plusieurs insectes pollinisateurs dont le Moro-sphinx.
- de nombreux cultivars vendus comme plantes décoratives (ex. : bleuet double, Cosmos bipinnatus) posent des problèmes proches ; ils ressemblent aux plantes sauvages, mais pour faire durer plus longtemps leur période de floraison, les sélectionneurs les ont privés de leurs capacités à être rapidement fécondés (ils produisent moins de pollen et pas ou peu de nectar). De vastes bandes fleuries ou prairies fleuries plantées avec ces cultivars deviennent alors des leurres capables d'attirer des abeilles, papillons et autres pollinisateurs qui s'épuiseront à trouver une nourriture bien plus rare qu'elle ne le serait sur des plantes sauvages.
- Les coccinelles asiatiques.

### Le piège de certaines pratiques de pêche et de chasse
- L'étude de la pêche au thon tropical[23],[24] a révélé que les dispositifs de concentration de poissons (DCP) dérivants semblaient agir sur les thons de façon très attractive, les piégeant puis de les entraînant vers des zones écologiques peu favorables où la nourriture serait moins abondante. L'IRD recommande donc la prudence dans la gestion de la pêche industrielle (voir senne) car selon l'organisme malgré le faisceau de présomptions, l'étude ne permet pas de certifier l'impact négatif des DCP sur l’ensemble du cycle de vie des espèces suivies et donc s’ils constituent un véritable piège écologique. Au regard des effets biologiques observés, l'IRD conseille que les DCP dérivants ne soient pas déployés près des côtes où se concentrent les juvéniles de thons pour éviter d’entraîner les jeunes poissons - avenir du stock- hors des zones favorables.
- Les filets de pêche abandonnés ou perdus en mer (en nylon peu dégradable) deviennent des pièges pour les poissons assez gros pour ne pas pouvoir passer entre les mailles de ces filets ou parce qu'ils n'y trouvent pas assez à manger[25].

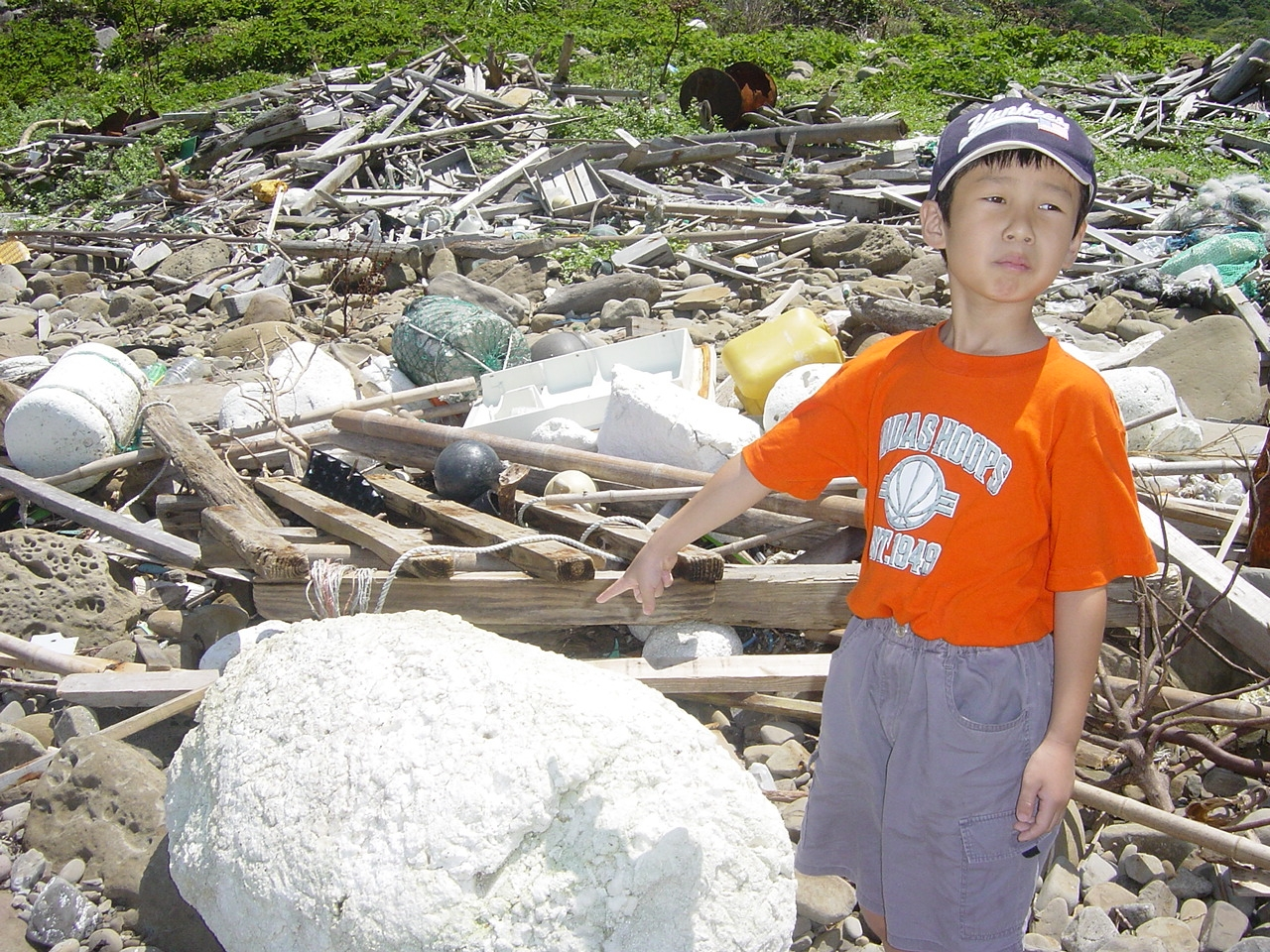
Laisse de mer au Japon (1999), multiples débris sources de pièges écologiques.

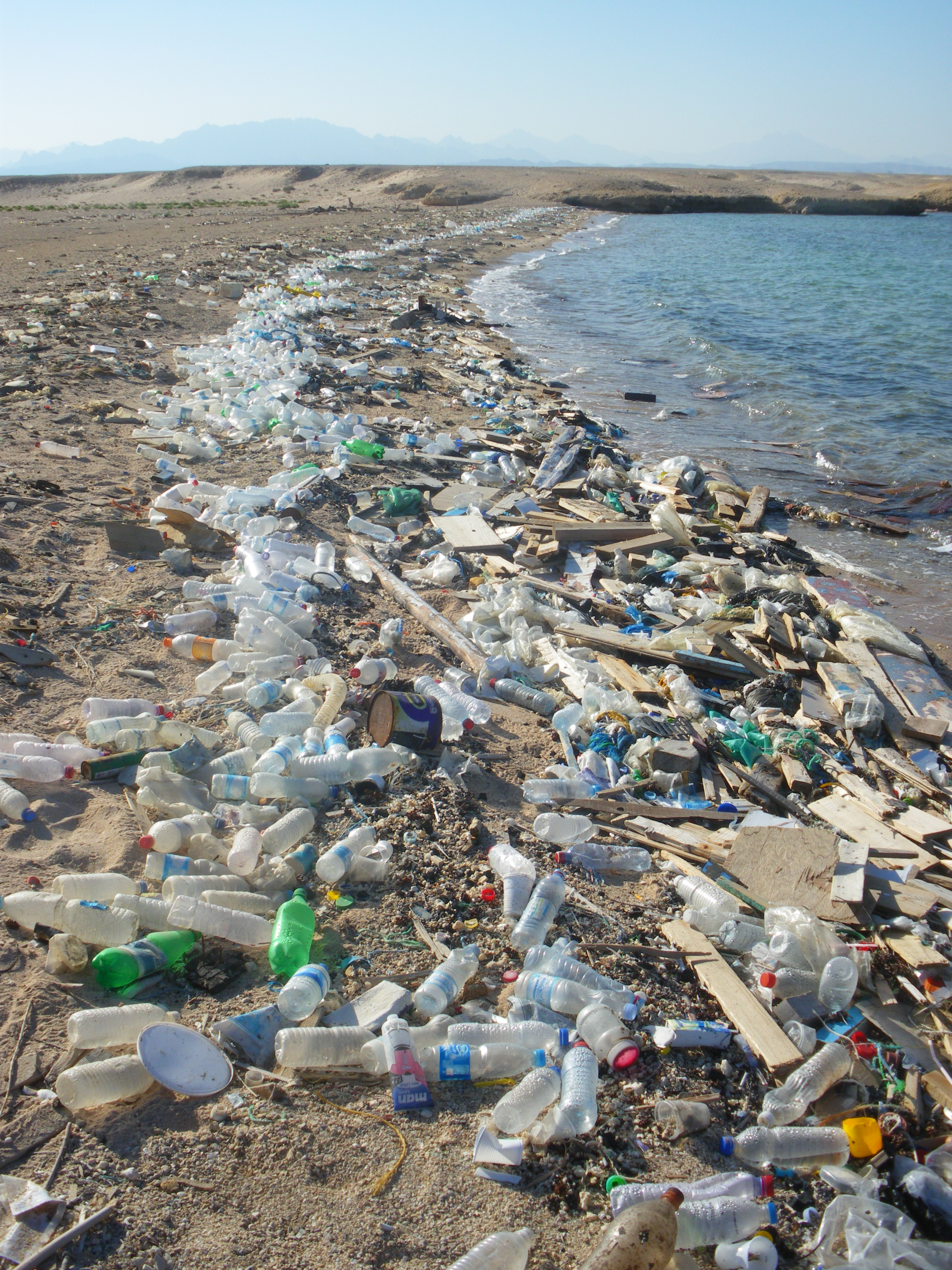
Laisse de mer chargée de plastiques qui représentent des pièges écologiques pour la faune marine, Charm el-Naga (Port Safaga), Égypte, mer Rouge. Les débris sont charriés depuis le nord, soit la région d'Hurghada et ses nombreux peuplements touristiques.

### Exemples de pièges technologiques

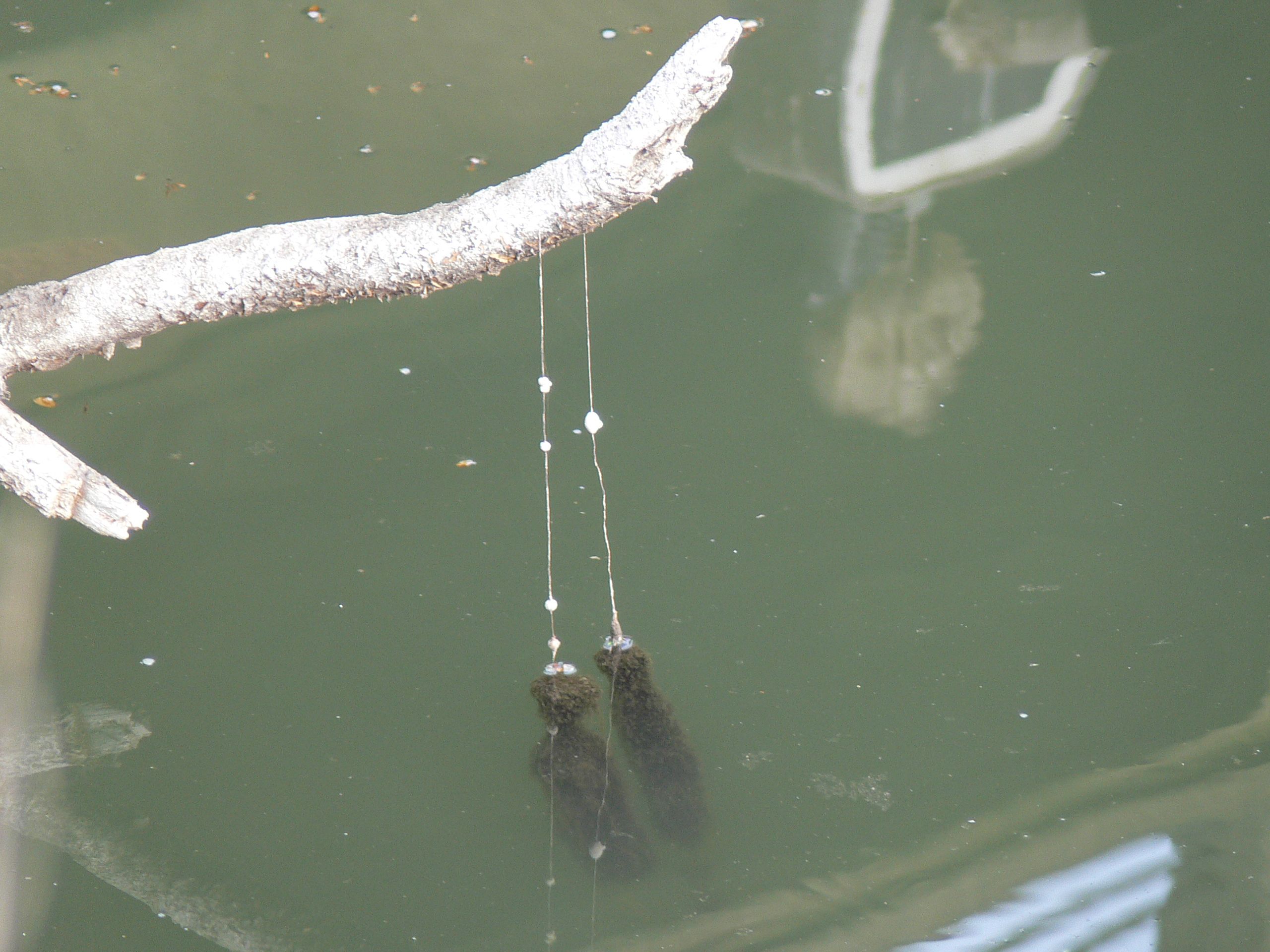
Plombs de pêche abandonnés sur la Deûle (Lille) : comme les billes de plomb de chasse, ce plomb est une source de pollutions ou de saturnisme aviaire et représente un « déchet toxique ».

- Dans les années 1970-2000, des tubes métalliques, lisses, ont progressivement remplacé les millions de poteaux téléphoniques faits de bois traité à la créosote et au goudron. Ils ont pu apparaître comme des solutions plus écologiques et faciles mais ils sont creux. De nombreuses espèces d'oiseaux et de micromammifères (écureuils, loirs, lérots…) recherchent les cavités où ils sont susceptibles de trouver à manger, à nicher ou à se protéger du froid. Irrésistiblement attirés par cet « effet cavité », et alors que les arbres à cavités régressaient dans leur environnement naturel, ces espèces semblent fréquemment confondre les poteaux téléphoniques métalliques avec un habitat potentiellement intéressant. Ils y entrent et y meurent, faute de pouvoir en sortir (à la demande d'ONGE et avec leur aide de grandes campagnes de pose de "bouchons" sur ces poteaux ont été effectuées). Des cheminées, tuyaux d'aération et d'autres tubes verticaux de métal ou de plastique constituent également d'autres pièges artificiels mortels que les animaux ne savent pas éviter et confondent avec des structures naturelles indispensables. 
Les grilles d'avaloirs ou de bouches d'égout, les pentes de bassins faits de bâches plastiques, les berges artificielles verticales de canaux et bassins piègent aussi de nombreux animaux tombés dans l'eau qui ne peuvent alors en sortir et s'y noient.
- Des bassins industriels de décantation recueillant des effluents très acides, très basiques ou très toxiques attirent irrésistiblement certains oiseaux d'eau, qui peuvent venir s'y empoisonner mortellement, durant des décennies.
- Des milliards de billes de plomb constituent la grenaille toxique des cartouches. Ce matériau, constitué d'un mélange de plomb, d'arsenic et antimoine, par la taille et la forme de ses grains en ferait un gastrolithe idéal pour les oiseaux s'il n'était pas toxique. La grenaille dispersée dans l'environnement est confondue avec le gastrolithe nécessaire à leur digestion et, constitue encore une source très importante de saturnisme aviaire, durable, car le plomb n'est pas biodégradable.
- La pollution par la lumière polarisée (ou PLP, dénomination introduite en 2009 par des chercheurs hongrois, allemands et nord-américains « pour attirer l'attention sur les conséquences écologiques de la lumière qui a été polarisée par l'interaction avec des objets fabriqués par l'homme »[26]) est un exemple marquant et maintenant bien documenté[27] de piège écologique.

#### L'attraction de la lumière polarisée

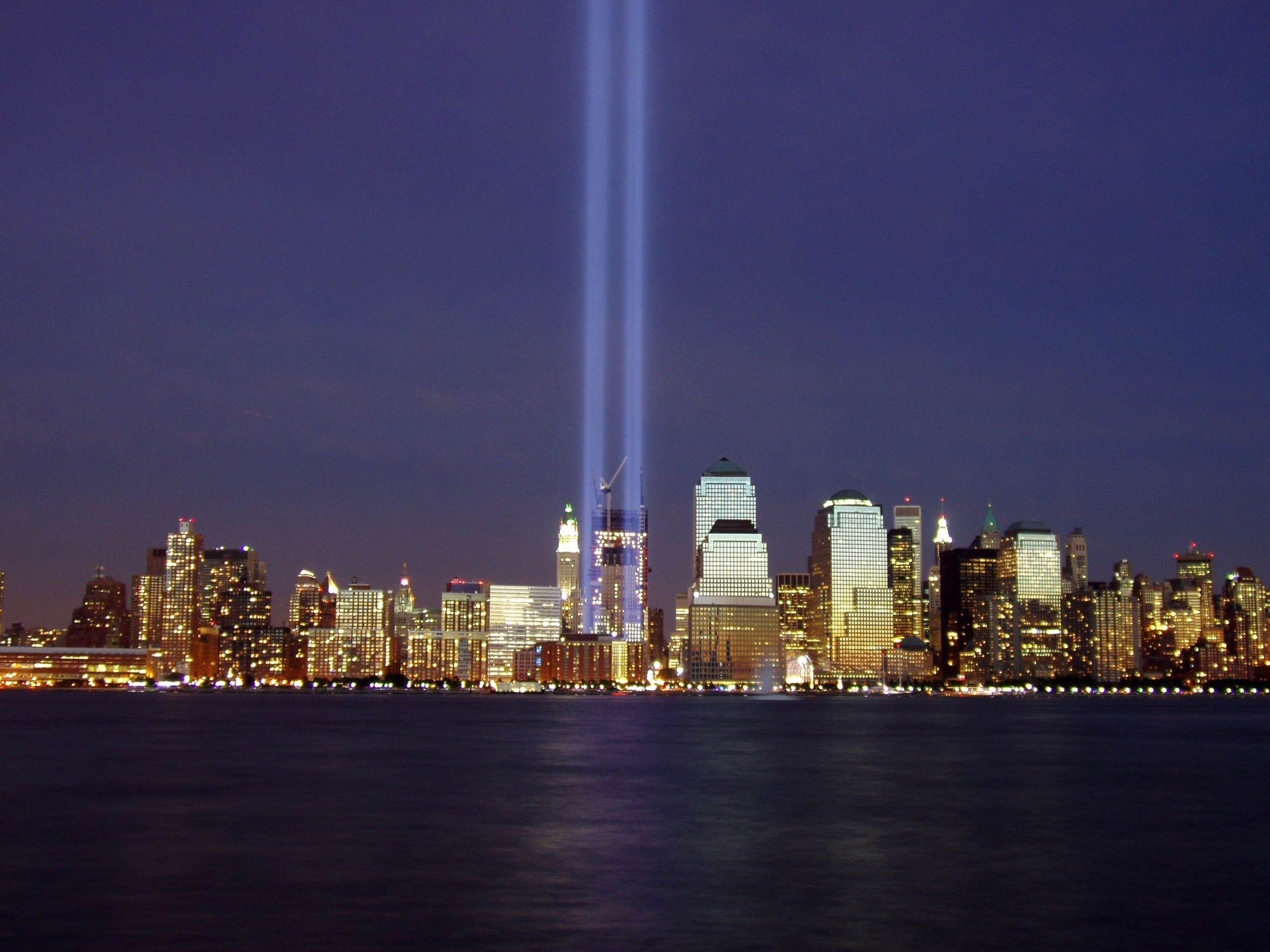
Intenses pollutions lumineuses urbaines, New York, 2004

Certains insectes détectent la polarisation de la lumière. Cette animation montre la différence d'apparence d'une surface éclairée ou réfléchissante émettant une lumière polarisée (ex : un écran d'ordinateur portable), selon la position d'un filtre polarisant interceptant la lumière réfléchie (« détectée » ou non). un objet placé derrière le filtre resterait visible car il ne bloque que la lumière polarisée

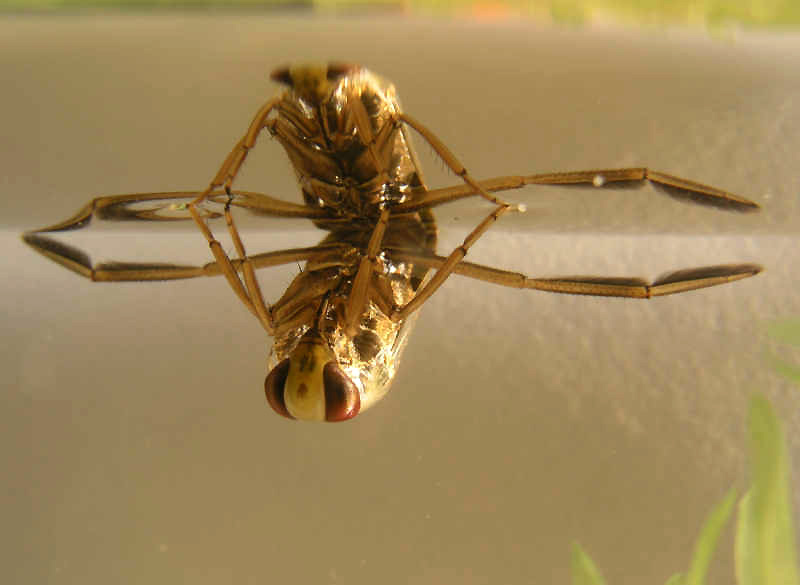
Ce notonecte glauque (Notonecta glauca) comme tous les Corixidae possède une vision sophistiquée (à triple zone d'acuité visuelle) ,, détectant la polarisation de la lumière, ce qui le rend sensible à la pollution par la lumière polarisée. Les Corixidae confondent les surfaces de pétrole ou les bâches plastiques noires avec de l'eau et vont respectivement, s'y noyer ou y pondre puis mourir déshydratés

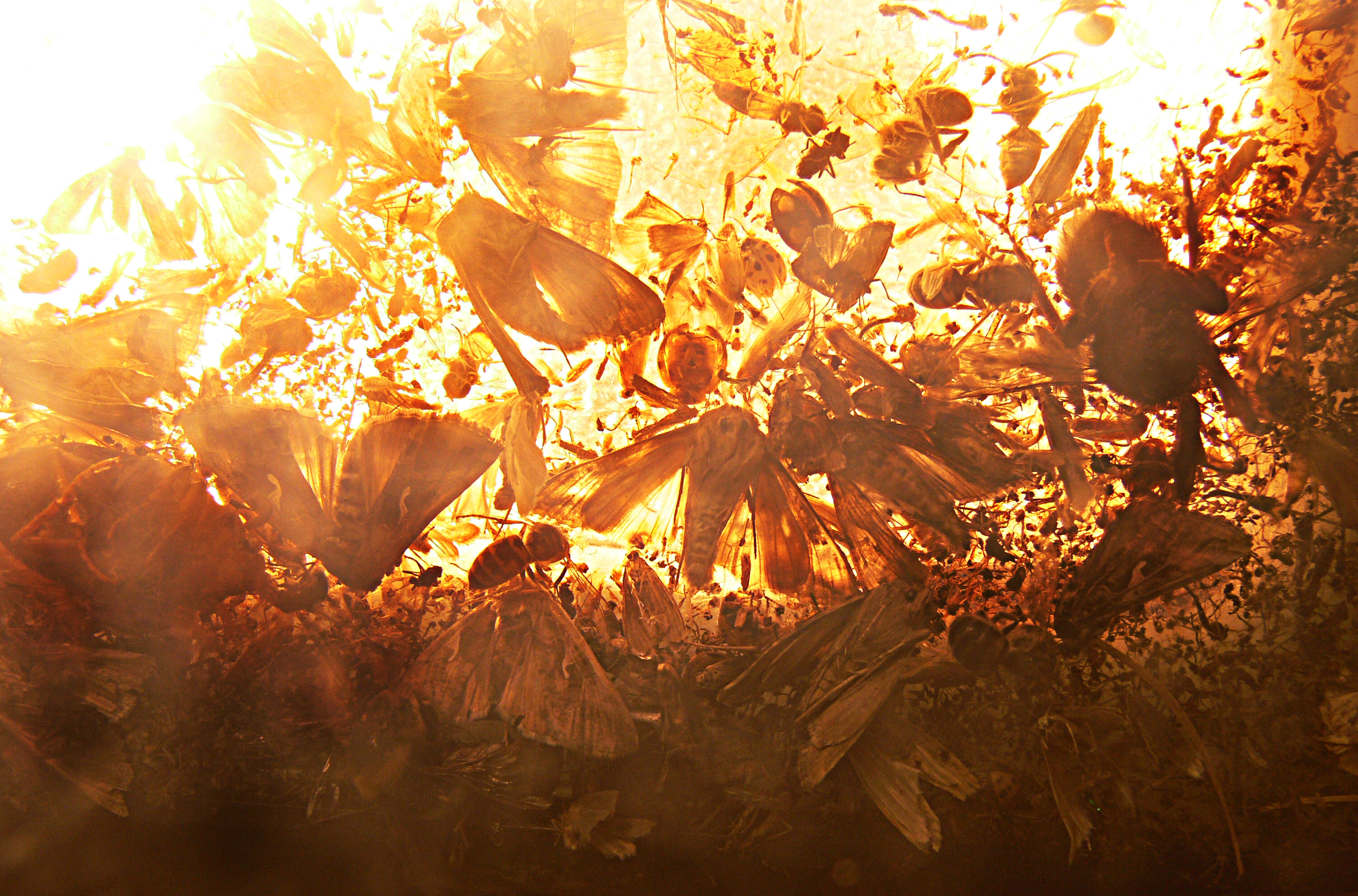
Insectes (papillons de nuit, diptères et hyménoptères, attirés, puis piégés et morts dans le boitier de protection d'un dispositif d'éclairage de monuments publics. Ce "puits écologique" est induit par un éclairage artificiel d'autant mieux perçu par les insectes qu'il est orienté "du bas vers le haut" et au niveau du sol. Il attire irrésistiblement ces types d'insectes. C'est une des formes les plus visibles de la pollution lumineuse.

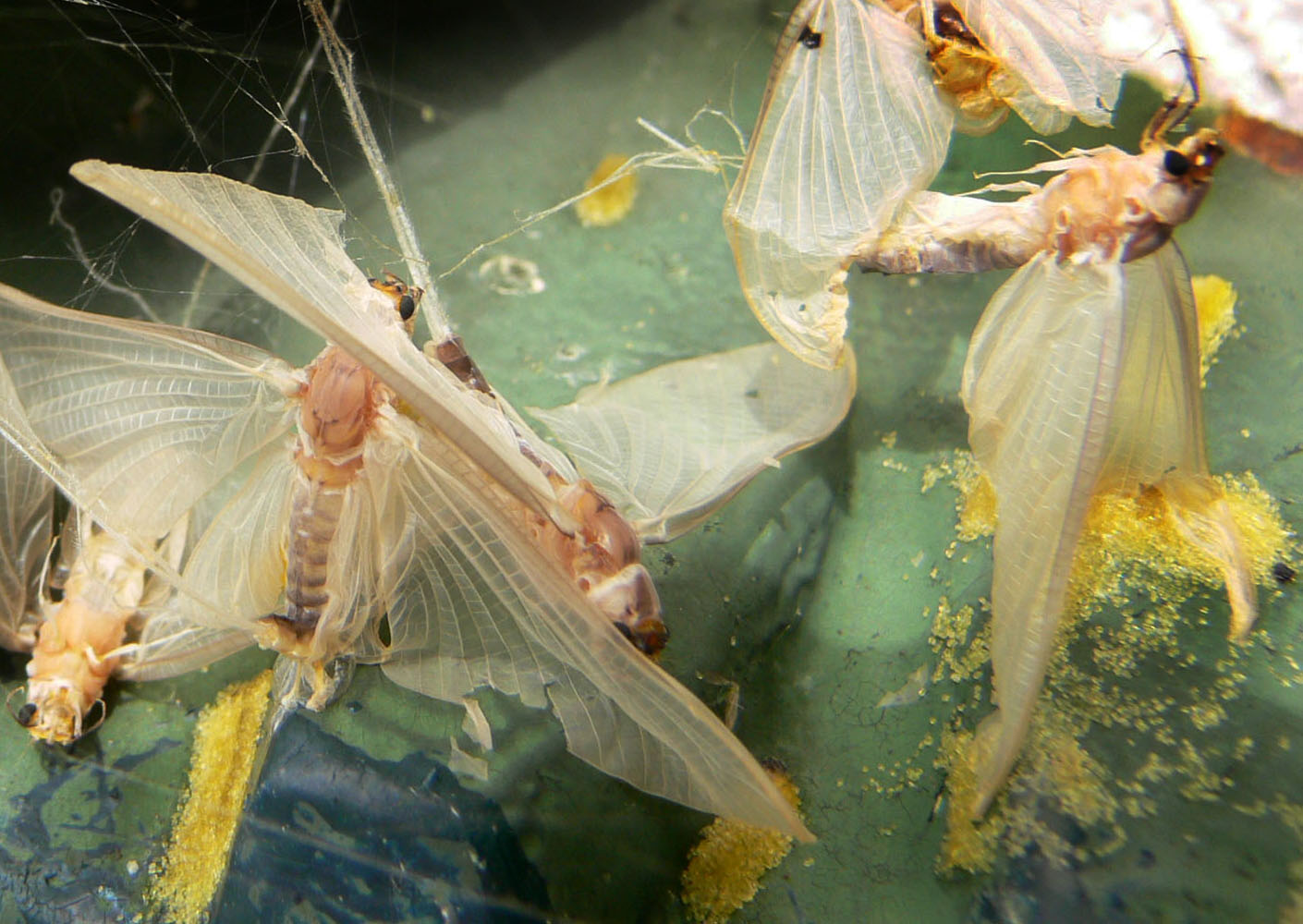
Les luminaires du Pont-canal de Briare sur la Loire attirent des millions d'insectes, dont de nombreux insectes aquatiques (éphéméroptères notamment) qui viennent pondre sur la peinture de fûts de ces luminaires et s'y font piéger par les araignées et d'autres prédateurs profitant de cette aubaine alimentaire.

On a longtemps cru que la lumière attirait les insectes qui tournoyaient alors autour de certaines sources lumineuses mais chacun pouvait constater que certaines lampes ou certains luminaires les attiraient bien plus que d'autres.

Des expérimentations récentes ont montré que pour attirer les insectes aquatiques qui y sont sensibles, il faut que la lumière soit polarisée d'une certaine manière à sa source, par un filtre naturel comme les nuages, ou artificiel, comme un réflecteur ou une surface réfléchissante (eau ou matériau artificiel polarisant).
Dans la nature, les premières sources de polarisation de la lumière solaire sont les nuages qui agissent comme un filtre polarisant et la réflexion sur l'eau (ou pour les espèces subaquatiques la pénétration des rayons dans l'eau). Les implications éco-physiologiques du bouleversement causé par l'homme en introduisant un grand nombre de surfaces et matériaux polarisant dans son environnement sont encore discutés,, mais on sait qu'outre les papillons de nuit et quelques oiseaux, les insectes des zones humides en sont gravement victimes, qu'il s'agisse d'insectes totalement subaquatiques (Corixidae, Notonectidae, Pleidae) ou d'insectes dont le stade adulte est totalement aérien (éphémères) ou encore d'insectes qui vivent en « marchant » sur l'eau (Gerridae) ou à proximité de l'eau (Saldidae). Beaucoup de coléoptères vivant dans les zones humides sont attirés par la lumière polarisée. Certains appartiennent à des espèces aquatiques (Hydrophilinae, Dytiscidae, Haliplidae, Hydraenidae) mais d'autres ne font que coloniser des substrats humides (Hydrophilidae). D'autres insectes liés à l'eau sont également affectés comme les Chironomidae parmi d'autres Nematocera. Lors des expériences faites par Rudolf Schwind, aucune de ces espèces ne s'est montrée attirée par une lumière non-polarisée, même lorsqu'elle est émise à des intensités beaucoup plus élevées que celles qui les attirent lorsque la lumière est polarisée.

Rudolf Schwind distingue  trois groupes (selon la réaction des insectes attirés par la lumière) :
- un premier groupe est constitué d'espèces dont le système visuel perçoit les UV. La nuit, voire le jour, ils sont irrésistiblement attirés par une lumière polarisée dans la gamme des ultraviolets, quel que soit le degré de polarisation dans les autres longueurs d'onde et, sans que ni la couleur ou la luminosité de l'arrière-plan ne semble jouer de rôle, ni la polarisation de la surface réfléchissante. Le facteur UV semble pour eux déterminant ;
- un autre groupe se montre attiré par toutes les longueurs d'onde visibles pour l'insecte mais uniquement lorsque la lumière est renvoyée (réfléchie) par des surfaces fortement polarisantes et disposées sur un fond sombre (fort contraste)[30] ;
- un troisième groupe présente des réactions intermédiaires entre les deux premiers[30].

Et certaines espèces du genre Helophorus se comportent au printemps comme les membres du 1er groupe et à l'automne, comme les membres du second groupe.
La polarisation de la lumière solaire est perçue et utilisée par de très nombreux animaux, dont de nombreux insectes, pour se repérer dans l'espace et détecter les surfaces en eau.
Au moins 300 espèces de libellules, éphémères (dont la mouche de mai), trichoptères, mouches tabanidés, coléoptères comme dytiques et punaises d'eau et d'autres insectes aquatiques détectent la lumière polarisée. Il y a des centaines de millions d'années, l'évolution a doté ces insectes de capteurs (et parfois de réflecteurs) qui leur permettent de percevoir et analyser la polarisation de la lumière solaire filtrée par l'atmosphère ou réfléchie par l'eau ou les nuages. Ceci leur permet de rechercher et trouver les plans d'eau dont ils ont besoin pour s'alimenter et se reproduire ,,.
Palingenia longicauda (Olivier 1791) est le plus grand éphémère d'Europe, inféodé à la rivière Tisza qui coule entre deux hautes ou épaisses ripisylves. P. longicauda est une espèce géographiquement très peu mobile hors de l'eau. Lors de l'émergence et de l'essaimage, ces éphémères ne quittent jamais la surface de l'eau et ses abords immédiats alors que d'autres espèces d'Ephemeroptera s'éloignent de l'eau pour y revenir guidé par la polarisation horizontale de la lumière qui s'y réfléchit (polarotaxie). P. longicauda P. ne s'éloignant pas de l'eau, on pourrait penser qu'il n'a pas besoin d'être sensible à la polarisation de la lumière. Or, sur le terrain si des individus sont artificiellement déplacés près de matériaux artificiels polarisant la lumière à l'horizontale, ces derniers les attirent effectivement ; le polarotactisme semble donc universel chez les éphémères. Ceci explique aussi pourquoi l'asphalte mouillé de la route proche de la rivière attire ces insectes.
Depuis la révolution industrielle, l'humanité a bouleversé son environnement et y a introduit de nouveaux matériaux comme l'asphalte des routes, des matériaux plus lisses et réfléchissants que ceux existant dans la nature (pierre polie comme le marbre des pierres tombales  ou de certaines façades, des peintures émaillées brillantes (des voitures notamment), des métaux brossés ou polis, certains plastiques ou bâches en plastique, les vitres et verres teintés ou réfléchissant et polarisant la lumière ).
Cette polarisation artificielle de la lumière solaire (ou d'éclairages artificiels la nuit) semble être confondue avec celle produite lors de la réflexion de la lumière sur ou dans l'eau, par de nombreuses espèces d'insectes, et par certains oiseaux d'eau  ; 
Là où ils existent encore, on a observé des femelles d'Éphéméroptères (Hydropsyche pellucidula par exemple, sur les bords du Danube) massivement pondre sur des vitres verticales : au laboratoire, cette espèce se montre attirée par la lumière polarisée horizontalement qui est très stimulante pour la région ventrale de son œil (polarotaxie positive). In situ, la lumière polarisée par des vitres verticales noires a été plus attrayante pour les femelles et les mâles alors que le verre blanc était faiblement polarisant. La polarimétrie par vidéo permet de mesurer les caractéristiques de la lumière réfléchie par les bâtiments qui les attirent le plus. À l'émergence, H. pellucidula est attiré par les bâtiments les plus sombres quand ils sont équipés de verre réfléchissant ou émettant une lumière polarisée horizontale. Après le coucher du soleil, cette attraction peut être renforcée par phototaxie positive suscitée par les lumières intérieures des bâtiments. La nouveauté de ce phénomène écologique médié par l'œil est que certains insectes peuvent confondre une paroi verticale avec une surface en eau et tenter d'y pondre leurs œufs, ou sur le macadam des routes (parfois en groupe important) près de leur site d'émergence . 
On a d'abord cru que ces insectes étaient trompés par des routes mouillées par la pluie (et c'était peut-être parfois le cas), mais le phénomène se produit aussi sur du goudron sec, sur des objets peints, des bâches plastique noires; et parfois sur des carrosseries ou vitres de voitures . On a récemment montré que l'asphalte était un piège écologique pour ces espèces ,. Ceci a été confirmé avec l'asphalte pur, par l'observation d'une partie des plus de 900 mares et lacs de pétrole créés dans le désert du Koweït à la suite de la guerre du Golfe. Beaucoup de ces nappes de pétrole existaient encore plusieurs années après la fin de la guerre (encore visible sur Google earth pour certains). Ils se sont avérés être des pièges mortels pour des millions d'insectes  et d'autres espèces ; la baisse du niveau de ces lacs s'est accompagnée de la formation de bandes d'accumulation de cadavres d'insectes (libellules et coléoptères) traduisant les arrivées printanières et automnales de ces insectes. On a par exemple observé en octobre 94 et septembre 95 des arrivées massives d'æschnes dont les femelles sont mortes en tentant de pondre à la surface du pétrole (Kriska et al. 1998, 2006a, 2007, 2008; Horváth et al 2007, 2008..) →. 
De mesures ont montré que la lumière solaire (ou artificielle) réfléchie par ces surfaces composées de matériaux qu'on peut qualifier de « polarisants artificiels » peut même parfois être plus fortement polarisée que celle de la lumière réfléchie par l'eau, attirant ou perturbant les insectes aquatiques dits 'polarotactiques' à la recherche de plans d'eau (Horváth Zeil et 1996 ; Horváth et al 1998 ; Kriska et al 1998). 
On observe ainsi parfois des libellules, des éphémères, des trichoptères et d'autres espèces (certains papillons) s'accouplant ou pondant sur le matériau lui-même. Si l'œuf ne meurt pas rapidement déshydraté au soleil, les larves n'ont de toute façon aucune chance de survie. Dans le désert du Koweït, différentes espèces de coléoptères (dysticidae, belostoma sp., Nepidae, Heteroptera), mais aussi des criquets (Gryllotalpidae, Orthoptera) et aussi des mouches sphingidae, des papillons Vanesse, des araignées solifugidées, des scorpions, des reptiles, oiseaux et mammifères sont ainsi attirés et piégés par les mares de pétrole. En hiver et au printemps, quand il a plu, c'est le film d'eau accumulé au-dessus du pétrole qui attire les hérons et aigrettes alors piégées par le pétrole visqueux. Certains papillons semblent attirés par les bordures de la surface en eau et s'engluent dans le pétrole). 
Le pétrole n'est pas transparent, et ses pigments bruns et noirs absorbent une grande partie de la lumière. Il a néanmoins un indice de réfraction de la lumière plus important que celui de l'eau ; 1,39 à 1,49 pour le pétrole (selon sa composition), contre 1,3 pour l'eau claire pour la partie centrale de la bande du spectre visible). De plus, sa forte viscosité limite les effets de distorsion produits sur l'eau par le vent. Des photographies prises dans la bande des 450 nm montrent clairement une polariation de la lumière par les lacs de pétrole supérieure à ce que serait celle d'une surface équivalente en eau, avec une incidence de 75° par rapport à la verticale, qui attire plus encore les insectes.
Des réservoirs de déchets de pétrole sur bâches plastiques ont les mêmes effets. Ils attirent plus les libellules que l'eau. Ceci a été étudié sur une zone composée de 5 bassins recueillant du pétrole dans la banlieue de Budapest (dans une zone où aucune pièce d'eau n'est présente à moins de 3 km). Ces réservoirs sont des pièges mortels pour de nombreux oiseaux et insectes aquatiques depuis plus de 50 ans). On y a montré que même une petite tache de pétrole de quelques millimètres d'épaisseur et de quelques décimètres carrés de surface pouvait attirer et piéger des insectes aquatiques. 
Les paléontologues connaissent d'ailleurs des mares naturelles d'asphalte qui ont massivement piégé des insectes (et quelques autres animaux) durant des millions d'années. Le site le plus connu est celui de La Brea Tar Pits à Rancho La Brea au cœur de Los Angeles où 95 % des cadavres englués dans cet affleurement naturel de pétrole sont des insectes. Des sites similaires sont connus à Starunia (Ex-Pologne/Ukraine ; où Angus (1973) a trouvé un grand nombre de coléoptères aquatiques noyés dans le pétrole, appartenant au genre helophorus), à Talara (Pérou), dans le lac d'asphalte de Binagadin (près de Bakou en Azerbaïdjan). Une partie de ces insectes ont été attirés par ces zones quand elles étaient couvertes d'eau après les pluies, une autre est formée d'insectes attirés par la lumière polarisée proche de l'horizontale, facilement perçue de loin par les insectes (mieux que s'il y avait eu de l'eau qui polarise la lumière vers la verticale). Nombre des insectes les plus sensibles sont d'ailleurs des insectes qui émergent ou volent à la tombée du jour (quand le soleil produit une lumière rasante) ou de nuit.
À Budapest[réf. souhaitée], en automne, les libellules, mouches de mai, coléoptères aquatiques et certains papillons sont piégés en masse, au moment de leur migration ou de leur reproduction. La plupart plongent directement dans le pétrole et s'y piègent immédiatement alors que les mouches de mai s'y font piéger au moment de la copulation ou en cherchant à y déposer leurs œufs. L'étude des cadavres englués dans le pétrole montre que les insectes aquatiques sont les plus nombreux à y être piégés (éphéméroptères, trichoptères et Corixidae surtout à Budapest). Les diptères nématocères sont les plus fréquents (dont 44 % étaient des chironomidés). Les hyménomptères sont également fréquents (colonies de fourmis essentiellement). Si quelques gros insectes terrestres comme les mantes religieuses et Oryctes nasicornis holdhausi ou aquatiques (ex : Hydrophilus piceus) trouvent assez de force pour gagner la rive, ils y sont aussi trouvés morts.
Les auteurs de ces études ont aussi observé (souvent au coucher du soleil) des comportements similaires sur des bâches plastiques (bâches de couleur noire uniquement), des plastiques noirs ou sur l'asphalte routier qui attiraient par exemple des femelles de Perla burmeisteriana ou des mâles de Namoura cinerea ou encore de femelles de trichoptères . Ils forment alors des proies idéales pour leurs prédateurs qui les repèrent très facilement.
Certains insectes, appartenant à quatre grandes familles semblent particulièrement plus vulnérables à l'attraction par les bâches plastiques noires :
- Ephemeroptera : Baetis rhodani, Cloeon dipterum, Ecdyonurus venosus, Epeorus silvicola, Ephemera danica, Haporoleptoides confusa, Rhitrogena semicolora ;
- Plecoptera : (Perla burmeisteriana) ;
- Coleoptera (Acilius sulcatus, Anacaena limbata, Besorus luridus, Copelatus ruficollis, Cybister laterimargnalis, Cymbiodita marginella, Dysticus dimidatus, Gydaticus transverssalis, Hydrobius fuscipes, Hydrocara carabiodes, Hydrochara flavipes, Hydrophilus piceus, Gtphydrus obatus, Laccophilus obscurus, Phylidrus bicolor, Rhanatus punctatus, Spercheus emarginatus) ;
- Heteroptera : Aigara assimilis, Oxira affinis, Cymatia rogenhofferi, esperoxorixa linnei, Notonecta glauca, Sigara flleni, Sigara lateralis, Sigara striata.

Ces insectes présentent sur les bâches des comportements particuliers de vol, pose et réenvol, d'exploration du substrat ainsi que des comportements natatoires, de reptation, de reproduction (accouplement et ponte).
D'autres insectes (mouches, abeilles, guêpes et libellules) sont attirés par ces bâches noires mais provisoirement et sans s'y laisser mourir.

## Exemples d'erreurs de gestion écologique
- Lors d’efforts de gestion du désert du Néguev, les organismes forestiers nationaux voulant améliorer l'habitat de garrigue ont en fait créé un piège écologique pour le lézard endémique, menacé, Acanthodactylus beershebensis. Le projet consistait à conserver l'humidité et les éléments nutritifs avec des fosses et des digues et de créer une mosaïque d'habitats avec des arbres et des espaces ouverts. Lorsque les lézards eurent disparu de la zone, il est apparu que les arbres créant des perchoirs aux espèces comme la Pie-grièche méridionale et le Faucon crécerelle facilitaient la capture du lézard. Un puits de population s’était créé dans les zones aménagées avec des taux de mortalité supérieurs à la reproduction, et appauvrissant la population générale peu à peu : le lézard n'était pas adapté pour identifier les perchoirs possibles qui accroissaient la prédation, étant donné la rareté des arbres dans son environnement originel[43].

## Les conséquences des pièges écologiques

### Les impacts
Selon les cas et les impacts considérés, les effets des pièges écologiques peuvent être directs et indirects, immédiats et différés, évidents ou très discrets, lents ou rapides, et ils peuvent ne toucher que quelques espèces ou au contraire des communautés entières.
Il est en outre possible que dans les milieux très anthropisés (villes, ports, zones industrielles, étendues d'agriculture intensive ou de sylviculture…), différents types de pièges écologiques puissent additionner leurs effets.
Il reste beaucoup d'incertitudes quant à l'ampleur de ces impacts et à leurs éventuelles évolutions dans le temps (certains de ces pièges pourraient peut-être finir par susciter des réponses évolutives). Toutefois aucun indice ne laisse penser que cela soit souvent le cas, et étant donné le rythme accéléré des changements écologiques entraînés par le changement d'affectation des terres, les dérèglements climatiques, les invasions biologiques, et les changements rapides de communautés écologiques résultant de la perte des espèces, les pièges écologiques pourraient être une menace croissante et très sous-estimée pour la biodiversité.
Les modèles disponibles ne peuvent pas encore prédire toutes les conséquences de ces pièges aux échelles globales et écosystémiques, mais des études théoriques , et empiriques , ont montré que - en situation de piège écologique - les erreurs d'appréciation sur la qualité des habitats commises par des espèces peuvent conduire à des chutes importantes d'effectifs voire à l'extinction, dont en raison de l' Effet Allee.

### Les effets annexes
Pour mieux analyser les conséquences des pièges écologiques, les scientifiques cherchent aussi à comprendre leurs conséquences indirectes et effets annexes :
- une des conséquences de l'existence d'un piège écologique est que des animaux (généralement spécialisés) sont alors aussi (anormalement) contraints d'éviter des habitats qui leur conviendrait parfaitement. 
Ce faisant, ils n'y remplissant plus leurs fonctions écosystémiques (de prédateurs, de disperseur de propagules, de pollinisateur, etc.), et ils libèrent leur niche écologique pour d'autres espèces pionnières (locales ou exotiques), qui peuvent alors plus facilement devenir invasives ou produire des pullulations.
- un autre corollaire est que certains environnements nouveaux (créés ou restaurés par l'homme), qui sembleraient pouvoir constituer des habitats de qualité ou de substitution à des espèces autochtones (dont certaines espèces menacées) ne sont pas utilisés par ces espèces. Un habitat semi-naturel offrant d'apparentes opportunités de survie ou vie de qualité, peut être refusé par les espèces qu'on voudrait y voir se développer, soit parce qu'elles n'y retrouvent pas tous les critères que leur instinct leur faite rechercher, soit parce qu'elles sont irrésistiblement attirées par un piège écologique situé dans leur zone de perception ou d'exploration. Elles peuvent ainsi être attirées par des artefacts ou stimuli provenant d'un autre habitat, même s'il est en réalité de bien moindre qualité, voire franchement inhospitalier et dangereux pour elles.

Ainsi, et à titre d'exemple, il est inutile de protéger quelques jardins à papillons nocturnes dans une ville, si par ailleurs, des éclairages permanents et trop visibles à proximité les attirent en empêchant leur reproduction ou en permettant aux chauve-souris de tous les manger. De même, un jardin sans pesticides ne sauvera pas les lucioles ou les vers luisant, si l'environnement nocturne n'est pas épargné par la pollution lumineuse.
La pollution lumineuse peut aussi localement avoir des impacts sur la flore forestière, par d'autres sources que des lampadaires. Ainsi le torchage utilisé par les installations pétrolières et gazière produisent une flamme et une lumière qui peut attirer les papillons nocturnes de loin, et perturber l'environnement nocturne. Des conséquences indirectes sur la flore locale sont suspectées via la disparition locale de pollinisateurs (quand ils viennent massivement se brûler dans la flamme). Le secrétariat de la convention sur la diversité biologique (CDB de l'ONU), le Secrétariat de la CDB cite l'exemple suivant à propos des papillons nocturnes de la famille des « sphinx » qui « pollinisent divers arbres et plantes dans les forêts. Chaque espèce de ces papillons de nuit pollinise une seule espèce végétale, ce qui revient à dire que si un type particulier de papillon est absent, les plantes qui dépendent d’elle ne pourront être pollinisées et par conséquent, ne pourront se reproduire. Récemment, un taxonomiste travaillant dans une forêt tropicale a remarqué que la torche d’une raffinerie de pétrole voisine attirait et tuait ses papillons mites par centaines. Considérant le nombre d’années depuis la mise en activité de cette raffinerie, on peut estimer le grand nombre de mites tuées, et le nombre de plantes non pollinisées compte tenu de la vaste superficie de la forêt (voir Dette écologique). Sans pouvoir dire ce que ces papillons étaient, cette importante information n’aurait pu être accessible et aucune mesure de réparation n’aurait été prise ». Des effets indirects sont également suspectés pour les chauve souris ou d'autres insectivores qui consommaient ces papillons.
Il existe un problème annexe et important pour la gestion des milieux naturels et pour ceux qui travaillent à produire des mesures compensatoires ; c'est que même si un habitat semble de haute-qualité et qu'il semble parfaitement adapté aux besoins supposés connus d'une espèce… s'il ne présente pas tous les signes nécessaires pour encourager sa colonisation par cette espèce, il ne sera pas colonisé ou sera sous-utilisé ,,; et s'il est proche d'un autre habitat fonctionnant comme un piège écologique, il sera déserté au profit de ce dernier, en risquant à terme de faire disparaitre l'espèce, au moins localement. Des méthodes scientifiques commencent à être proposées pour détecter de tels pièges 

## Les aspects temporels
Alors qu'ils développaient et affinaient la théorie du piège écologique, les chercheurs ont constaté que ces pièges pouvaient fonctionner sur une grande variété d'échelles spatiales mais aussi sur des échelles temporelles avec des rythmes variés, ce qui peut nuire à leur détection (voir dette écologique).
- Par exemple, un oiseau doit régulièrement faire des choix d'habitat, et à plusieurs échelles (une parcelle dans un habitat, un territoire individuel (ou communautaire pour certaines espèces) au sein de cette parcelle (patch écopaysager), puis un site précis de nidification sur le territoire). Si cet oiseau est un grand migrateur, il devra faire des choix sur des zones très éloignées et différentes (ex : Afrique et région circumpolaire). Or, des pièges écologiques peuvent fonctionner sur n'importe laquelle de ces échelles et lieux, et se répéter tous les ans [51].
- Certains de ces pièges peuvent n'opérer qu'à un moment du cycle de vie de l'espèce (qui peut être bref mais vital), de sorte qu'une altération de l'environnement pourra sembler ne poser problème qu'à un seul stade de vie d'un organisme [7].

Par exemple chez certains oiseaux marins (macareux, pétrels…), c'est au moment du premier vol du poussin vers la mer que ce dernier est attiré par les lampadaires les plus proches au lieu de voler vers la mer ; Le poussin ayant rapidement épuisé ses réserves d'énergie meurt au sol, le plus souvent mangé par un chat ou un chien ou un autre prédateur. Les oiseaux adultes ne sont plus victimes de cette attraction fatale. De même pour la jeune tortue marine au sortir de l'œuf.
- Ceci implique d'ajouter une dimension prospective à l'étude de ces phénomènes, en cherchant à mieux comprendre d'une part l'altération des dynamiques écologiques et évolutives des environnements anthropisés, et d'autre part d'éventuels phénomènes adaptatifs à l'anthropisation, pour mieux prédire les réponses des espèces aux changements environnementaux (rapides ou lents).

Par exemple, un modèle récent (2011-2012) basé sur l' équation de Price suggère de différencier deux types de perturbations, car selon ce modèle, les pièges résultant de la dégradation d'habitats existants sont plus fortement susceptibles de faciliter l'extinction des espèces concernées que l'addition de nouveaux habitats-pièges dans l'environnement.

## Comment détecter unpiège écologique?
Les pièges écologiques n'ont pas encore été assez finement analysés pour qu'on ait pu construire une grille de critères ou d'indices certains pour tous les types de situations. L'incertitude provient aussi de la difficulté pratique qu'il y a à identifier les critères qui font que des organismes sauvages choisissent (ou évitent) un habitat.
Les apports récents de la littérature scientifique sur des pièges écologiques fournissent les premières lignes directrices utiles pour identifier l'existence de pièges écologiques.
On estime qu'il y a piège écologique quand les deux conditions suivantes sont conjointement réalisées :
1. un « choix » est fait (par les organismes en question), d'un habitat parmi d'autres qui sont disponibles, et qui semblent manifestement préférables (ou équivalents) ;
2. les individus (ou groupes) ayant fait ce choix ont un moindre taux de survie et/ou un moindre succès reproductif.

## Conséquences
Plusieurs conséquences sont à tirer de ces principes
- les études d'impacts, leurs mesures compensatoires et |conservatoires, ainsi que - de manière générale - les modèles d'analyse de dynamique de population et d'écologie du paysage devraient ne pas confondre la dynamique source-puits telle qu'elle est habituellement énoncée, et celle des pièges écologiques qui peut être plus dure. 
 Un piège écologique est à considérer comme un cas particulier d'un processus de puits écologique, où la qualité écologique d'un territoire (qualité réelle et intrinsèque, ou évaluée en termes de valeur en termes d'écopotentialité) sont des variables distinctes et indépendantes de l'attractivité de ce paysage pour la faune considérée ; ceci dans un environnement global où la qualité des habitats varie de façon plus ou moins progressive et continue dans l'espace et dans le temps de la mosaïque écopaysagère. 
Sur la base de modèles distinguant clairement l'attractivité et la qualité des habitats, William B. Kristan a conclu[53] en 2003 que les puits écologiques sont moins nuisibles pour les populations animales qui en sont victimes que les pièges écologiques, où l'utilisation préférentielle d'habitat inappropriés augmente le risque d'extinction de la population (voire de l'espèce si ces types de pièges sont communs).
- Les pièges écologiques sont parfois discrets, mais peuvent être détectés par une évaluation attentive des dynamiques de sous-populations d'une métapopulation.
- Pour un observateur sans recul ou ne tenant pas compte du contexte saptiotemporel, un piège écologique peut paradoxalement parfois apparaître comme une source, quand la taille de la population est grande. Par exemple, les lampadaires pourraient paraitre favorables aux papillons de nuit, qui sont plus nombreux autour d'eux, alors qu'ils sont une des causes de leur régression. Secondairement, ils peuvent apparaître comme favorisant les pipistrelles qui chassent plus facilement grâce à eux, mais ces dernières seront à long terme victimes de la surprédation de leurs ressources alimentaires.
- Un piège écologique peut - tant qu'il persiste - empêcher le rétablissement de populations des espèces qui en sont victimes, à ses environs, même si un habitat de haute qualité est disponible. Ceci vaut jusqu'à un certain seuil géographique qui dépend de deux grands types de facteurs :

1. des facteurs intrinsèquement liés à l'espèce qui sont par exemple les capacités de mobilité des individus et leurs capacités sensorielles (vision, audition, odorat…).
2. des facteurs d'attractivité du piège, qui caractérisent la portée et l'efficacité de ce piège

- Les pièges écologiques devrait être considéré comme un problème important pour la biologie de la conservation et mieux recherchés, d'autant que les habitats et l'artificialisation des milieux évoluent rapidement, principalement du fait des activités humaines.
- Même des actions généreuses comme la pose de nichoirs doivent être conduites avec modération et circonspection. Une offre trop importante de michoirs dans un habitat favorable peut conduire à une surpopulation et surexploitation des ressources, et à un accroissement du taux de parasitisme. Mais une offre trop importante de nichoirs dans un habitat moins riche en nourriture peut aussi conduire à ce que les oiseaux manquent de nourriture et surexploitent ce milieu, ou à ce que des oiseaux viennent pondre dans ce milieu plus pauvre plutôt que dans un milieu riche en nourriture, mais pauvre en site de nidification (forêt trop jeune ou sans arbres à cavités par exemple). Dans les deux cas, si les nichoirs sont attractifs et trop nombreux, ils peuvent jouer un rôle de "piège écologique"[54].

## Utilisation
En agriculture, la lutte intégrée et/ou biologique construit des sortes de pièges écologiques en alternative à certains usages des pesticides ; par exemple, en associant à une culture de rente une plante « chasseuse » et à proximité d'une plante « charmante » (sacrifiée, qui sert de « piège » (attire l'espèce indésirable, en facilitant une prolifération plus rapide des prédateurs ou parasites cette espèce indésirable), permet un système dit push-pull (chasser-charmer).

## Solutions
Elles consistent à supprimer l'effet piège, ou à l'atténuer en permettant aux organismes concernés d'en sortir plus facilement.

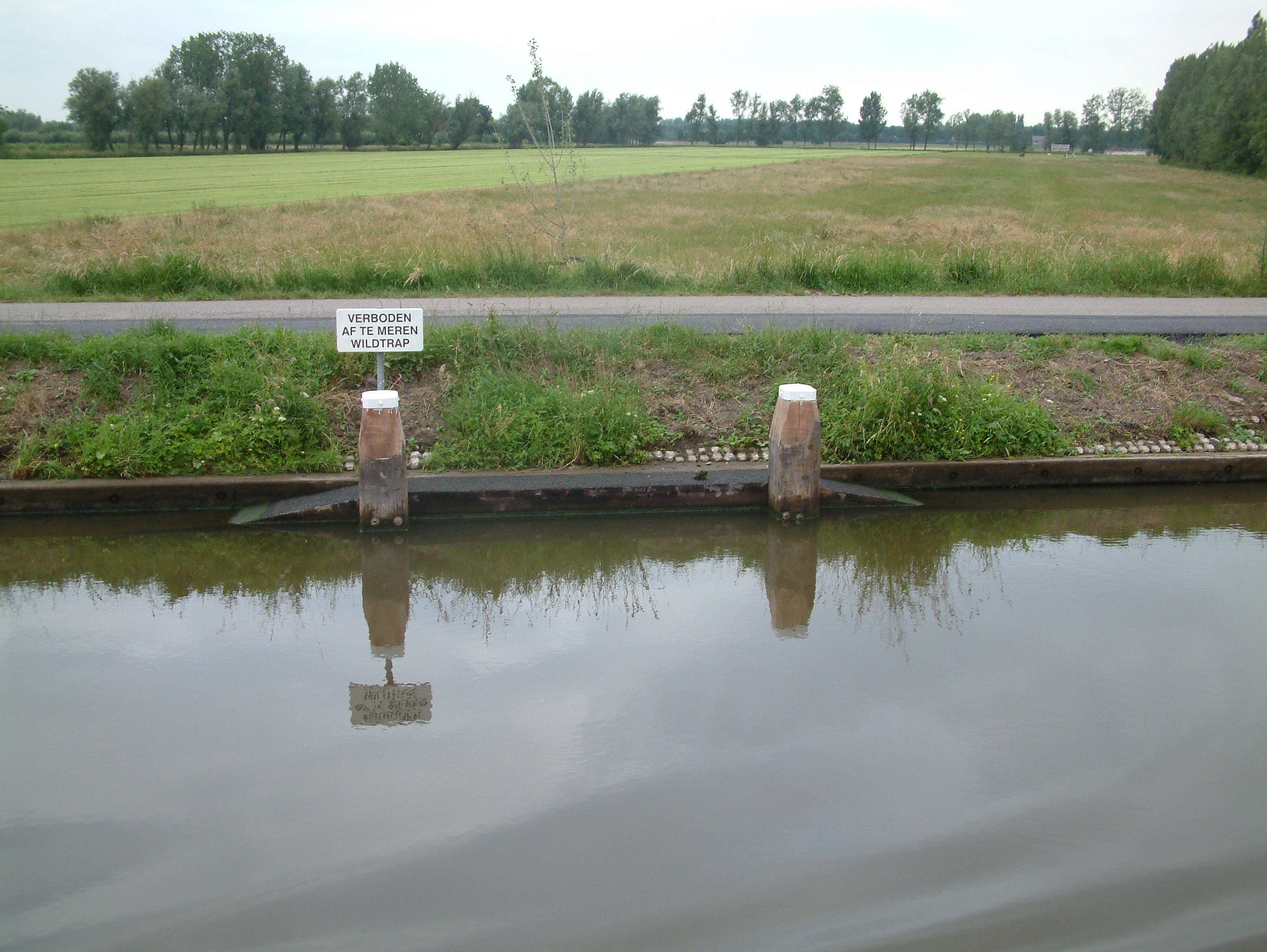
Exemple d'aménagement permettant à des animaux tombés dans un canal d'en sortir (à condition qu'ils soient proches de l'aménagement)

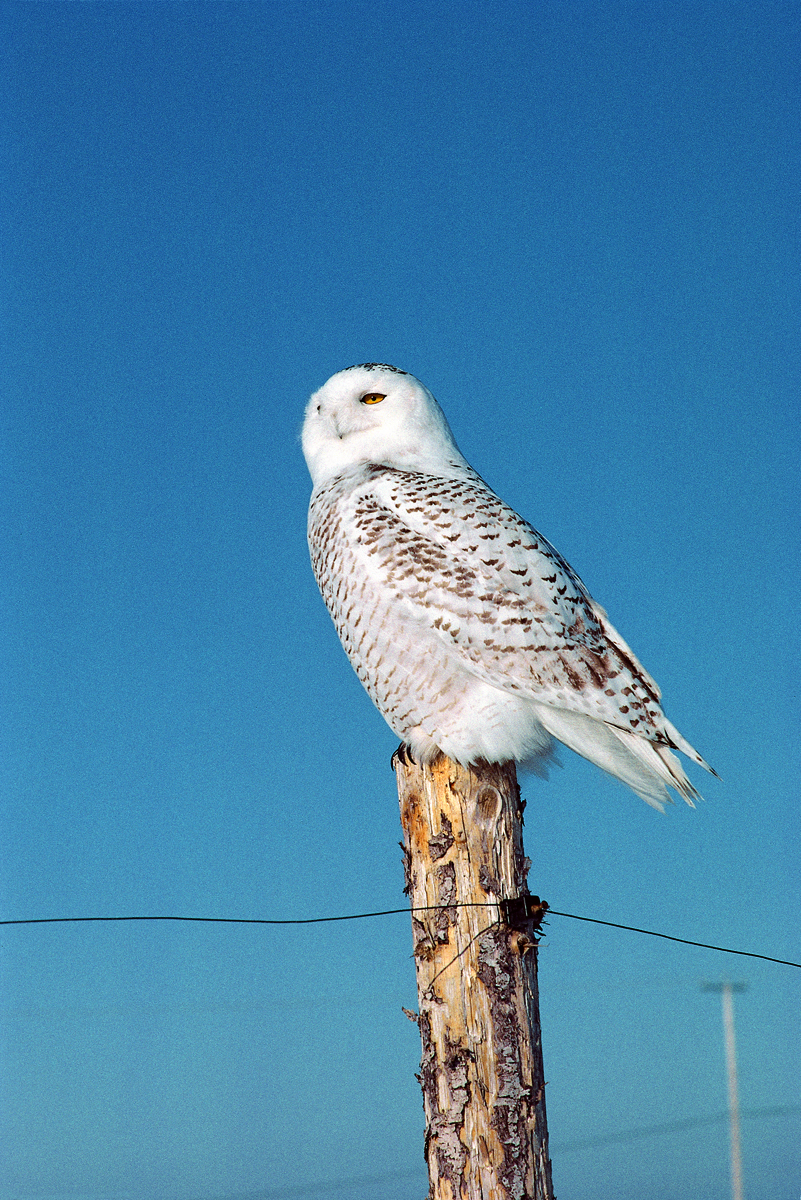
Harfang des neiges (Bubo scandiacus) sur un poteau téléphonique en bois, Québec.

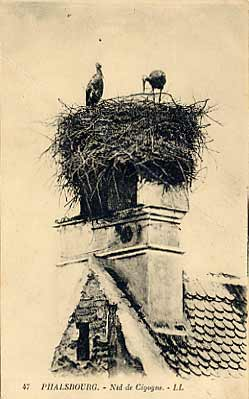
Architecture adaptée à la biodiversité urbaine : un nid de cigogne, Phalsbourg.

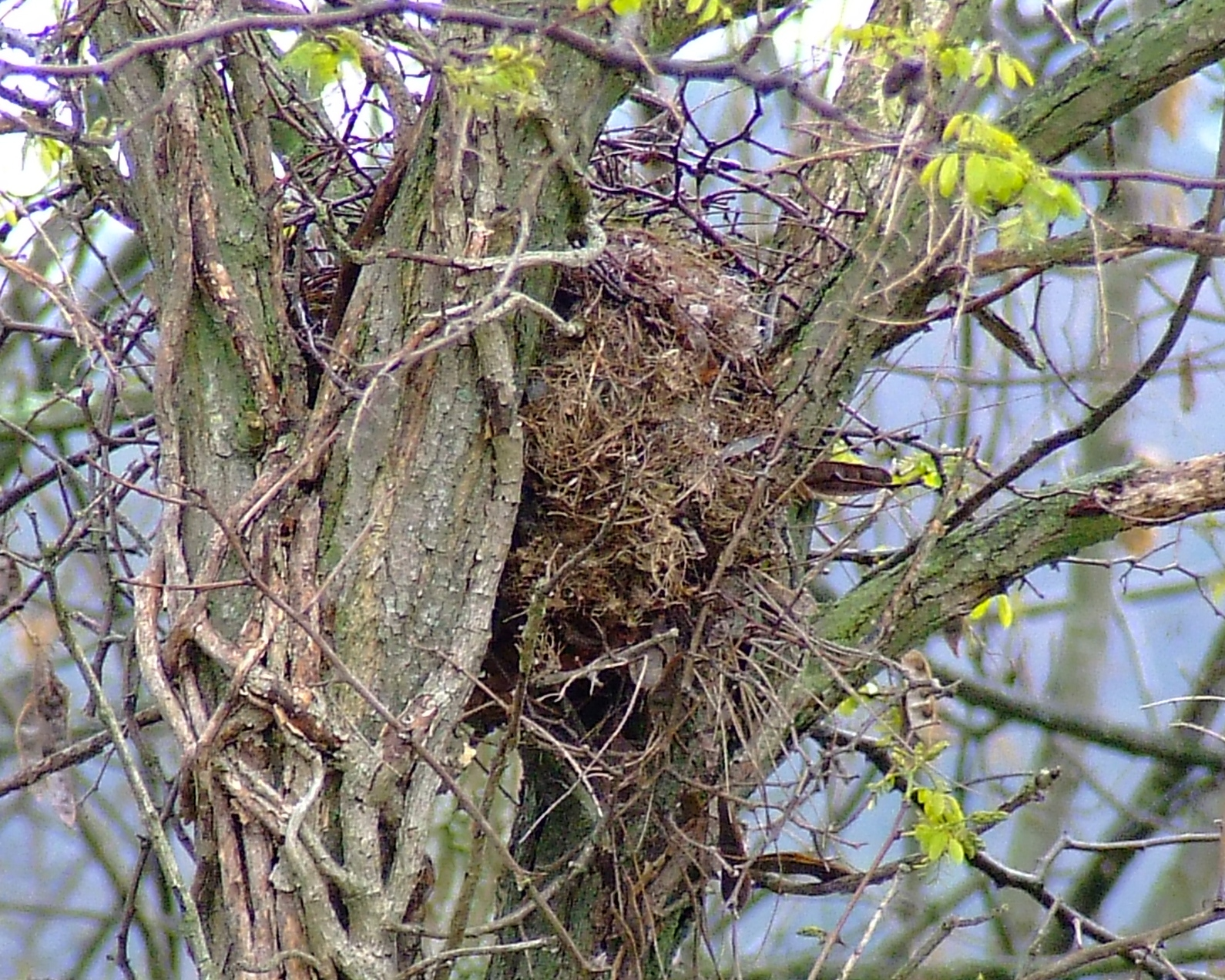
La conservation de bois ancien (voir réserve biologique intégrale, ONF) : nid d'écureuil roux

## Questions ouvertes…
- Si vous ne connaissez pas le sujet, laissez ce bandeau (vous pouvez alors contacter les auteurs).
- Si vous supprimez le contenu mis en cause (vous pouvez préalablement contacter les auteurs),

argumentez précisément cette suppression dans la page de discussion
(un manque de référence n'est pas un argument ; une recherche réelle de référence doit avoir été effectuée, être formellement documentée).
Les pièges écologiques et évolutifs conduisent à des baisses de population et parfois à des disparitions d'espèces. Ce sont donc des enjeux importants pour la recherche, notamment en biologie de la conservation ? Dans un contexte d'anthropisation rapide de la planète, aux niveaux mondiaux et locaux, ces pièges pourraient devenir de plus en plus nombreux et communs. Comment mieux les repérer, les prévenir ou au moins en atténuer ou éviter les effets sur la biodiversité. 
Les phénomènes de pièges écologiques et évolutifs sont encore mal compris. Ils posent de nombreuses questions encore sans réponse, notamment quant à leurs causes et impacts ultimes.
- Ces pièges sont-ils simplement une conséquence inévitable de l'incapacité de l'évolution à anticiper la nouveauté ou y réagir assez vite quand le changement est rapide (ce qui semble être le cas avec les changements anthropiques) ?
- Quelle est la fréquence de ces pièges (dont beaucoup n'ont sans doute pas encore été identifiés) ? Leur nombre semble en rapide augmentation, mais à quel rythme ?
- Ces pièges conduisant nécessairement à des baisses de population ou à des extinctions. Avec quels effets domino ou en cascade. Peuvent ils persister indéfiniment ? Dans quelles conditions écologiques et évolutives si cela se produit ?
- les espèces les plus souvent victimes de ces pièges présentent-elles des caractéristiques les prédisposant à être "piégé" ?
- Si l'évolution rapide de l'environnement est un facteur d'apparition et de multiplication de ce type de pièges, la conjonction du dérèglement climatique, de la pollution diffuse et globale de la planète, et des invasions par des espèces exotiques envahissantes risque-t-elle de multiplier les pièges écologiques et d'en aggraver leurs conséquences ?
- Les approches génétiques et phylogénétiques peuvent elles fournir des réponses plus robuste aux questions ci-dessus et éclairer tout ou partie des phénomènes d'inadaptation en général.